# Jakob Fugger

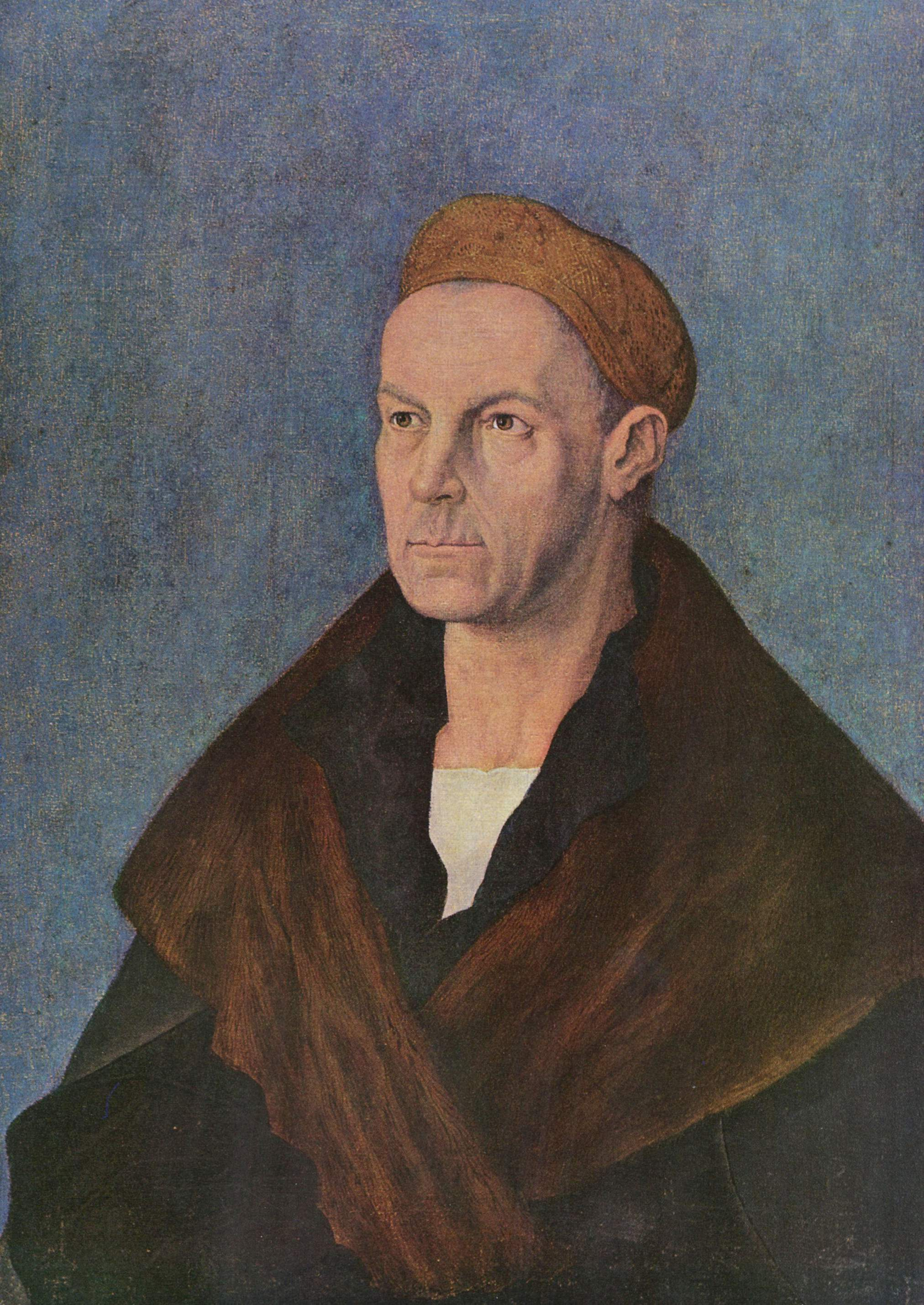
Porträt des Jakob Fugger, Albrecht Dürer (um 1519)

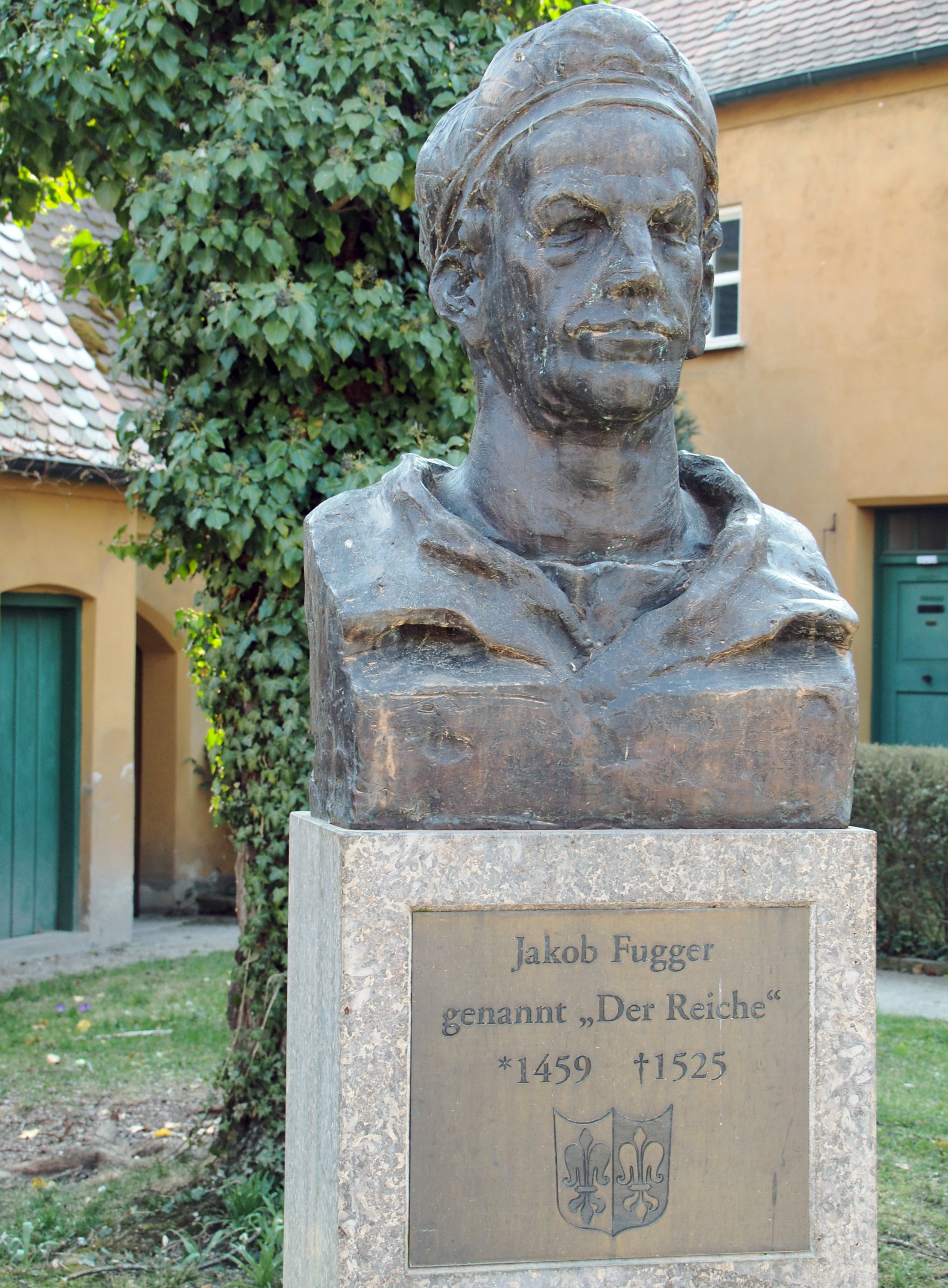
Jakob-Fugger-Bronzebüste in der Fuggerei (Augsburg)

Jakob Fugger „von der Lilie“ (auch genannt Jakob Fugger „der Reiche“ oder seltener „Jakob II. Fugger“, seit 1514 Reichsgraf; * 6. März 1459 in Augsburg; † 30. Dezember 1525 ebenda) war zwischen etwa 1495 und 1525 der bedeutendste Kaufherr, Montanunternehmer und Bankier Europas. Er entstammte der Augsburger Handelsfamilie Fugger. Das Familienunternehmen baute er innerhalb weniger Jahrzehnte zu einem europaweit tätigen Unternehmen aus. Seine Ausbildung hatte er bereits als 14-Jähriger in Venedig begonnen, wo er sich wohl bis gegen 1487 überwiegend aufhielt. Jakob Fugger war als Inhaber der niederen Weihen zugleich Kleriker und besaß eine Pfründe, hat jedoch nie in einem Kloster gelebt.
Die Grundlage des Familienvermögens wurde vorwiegend durch den Baumwollhandel mit Italien geschaffen. Die Familienfirma wuchs rasch, nachdem die Brüder Ulrich, Georg und Jakob Fugger in Bankgeschäfte mit den Habsburgern und der Kurie, parallel dazu zunächst in die Montanwirtschaft in Tirol und ab 1493 in den Abbau von Silber und Kupfer im heutigen Tschechien und der Slowakei einstiegen. Ab 1525 besaßen die Fugger Rechte zum Abbau von Quecksilber und Zinnober in Almadén (Spanien).
Nach 1487 bestimmte de facto Jakob Fugger die Geschäftspolitik, die sich in etwas mehr als einem Jahrzehnt „von einem konventionellen Handelsunternehmen mittlerer Reichweite zu einem europaweit agierenden Konzern mit ausgeprägten Schwerpunkten im Montan- und Banksektor“ entwickelte. Das Unternehmen nahm zeitweilig eine monopolartige Stellung auf dem europäischen Kupfermarkt ein. Kupfer aus Oberungarn (der heutigen Slowakei) wurde über Antwerpen nach Lissabon und von dort weiter nach Indien verschifft. An der ersten und einzigen Handelsfahrt deutscher Kaufleute nach Indien (1505/06) in einer portugiesischen Flotte war Jakob Fugger ebenso beteiligt wie 1525 an einer frühen, allerdings gescheiterten spanischen Handelsexpedition zu den Molukken.
Mit seiner Unterstützung für das Haus Habsburg beeinflusste der Augsburger Bankier die europäische Politik. Er finanzierte den Aufstieg Kaiser Maximilians I. sowie maßgeblich die Wahl dessen Enkels, des spanischen Königs Karl zum römisch-deutschen König. Jakob Fugger finanzierte auch die Eheschließungen mit dem Haus der Jagiellonen (Wiener Hochzeit 1515), die in der Folge die Königreiche Böhmen und Ungarn für das Haus Habsburg sicherten. Er half zudem, Kriege und militärische Feldzüge zu finanzieren. Dazu zählen der Schweizerkrieg von 1499, der zwischen dem Schwäbischen Bund und der schweizerischen Eidgenossenschaft ausgetragen wurde, und die Kriege, die Maximilian I. gegen Frankreich und Venedig führte. Während des Deutschen Bauernkriegs (1524/1525) stand er auf der Seite der Fürsten, die den Aufstand blutig niederschlugen.
Bleibende Berühmtheit sicherten Jakob Fugger seine Augsburger Stiftungen. Die von ihm gestiftete, von 1509 bis 1512 errichtete und dann prachtvoll ausgestattete Fuggerkapelle in St. Anna ist die Grablege der Brüder Ulrich, Georg und Jakob Fugger und der erste Renaissancebau Deutschlands. Die offiziell 1521 gestiftete Fuggerei, eine Armensiedlung für arbeitswillige Augsburger Handwerker und Tagelöhner, ist heute die älteste erhaltene Sozialsiedlung der Welt. Die Errichtung der Fuggerei diente auch dem Ziel, das öffentliche Ansehen Fuggers zu verbessern. Der 1515 erbaute Damenhof in den Augsburger Fuggerhäusern ist der erste Profanbau der deutschen Renaissance.
Mit dem Kauf der Grafschaft Kirchberg und der Herrschaft Weißenhorn mit der Stadt Weißenhorn sowie der Herrschaften Wullenstetten und Pfaffenhofen südlich von Ulm durch Jakob Fugger im Jahr 1507 begann der Aufstieg der Fugger „von der Lilie“ in den Adel. 1511 wurde der bürgerliche Unternehmer Jakob Fugger aus lehensrechtlichen Gründen in den Adelsstand erhoben. „Die Erhebung eines Kaufmanns in den Freiherrenstand war ein Vorgang ohne Parallele im Reich“. 1514 machte ihn Kaiser Maximilian I. zum Reichsgrafen. 1508 erwarb Jakob Fugger zudem die Hofmark Schmiechen an der östlichen Lechleite südlich und die Herrschaft Biberbach mit der Burg Markt im Lechtal nördlich von Augsburg.
Jakob Fuggers Vermögen erreichte in heutiger Kaufkraft hochgerechnet etwa 400 Milliarden Dollar oder gut zwei Prozent des europäischen Bruttoinlandsprodukts seiner Zeit, was ihm zu dem Beinamen „der Reiche“ verhalf.

## Leben

### Herkunft, Ausbildung und frühe Jahre in Venedig

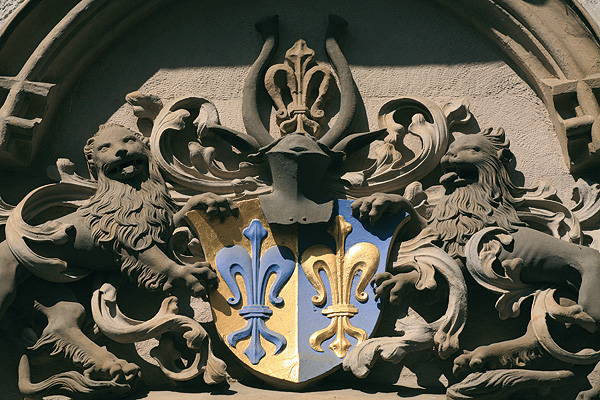
Wappen der Fugger von der Lilie, verliehen 1473

Jakob Fugger wurde als zehntes von elf Kindern von Jakob Fugger dem Älteren (* nach 1398; † 1469) und dessen Frau Barbara (1419–1497), Tochter des Münzmeisters Franz Bäsinger, geboren. Die Fugger, mittlerweile in zweiter Generation Bürger in Augsburg, hatten sich als erfolgreiche Kaufleute in der Stadt etabliert. Der nicht unvermögende Hans Fugger, der Großvater Jakob Fuggers „des Reichen“, war 1367 nach Augsburg eingewandert: Er erwarb das Bürgerrecht durch Heirat und kam durch Baumwollhandel mit Italien bereits zu einem beträchtlichen Vermögen. Sein Sohn Jakob Fugger d. Ä. zählte wenige Jahre vor seinem Tod bereits zu den reichsten Augsburger Bürgern.
Jakob Fugger hatte sechs ältere Brüder. Andreas und Hans starben jung in Venedig, ebenso Peter 1473 in Nürnberg. Sein Bruder Markus war Geistlicher, ab 1470 Schreiber in einer päpstlichen Kanzlei in Rom, wo er 1478 verstarb. Die verbleibenden Brüder, Ulrich (1441–1510) und Georg (1453–1506), schufen die Grundlagen für den europaweiten Aufstieg der Firma. Sie gründeten um das Jahr 1470 Faktoreien in den wichtigen Handelszentren Venedig und Nürnberg. Kredite Ulrich Fuggers an den Habsburger Kaiser Friedrich III. sollen die Ursache dafür gewesen sein, dass den Fuggern 1473 vom Kaiser das Lilienwappen verliehen wurde. Nach diesem Wappen nannte sich dieser Zweig der Familie in Unterscheidung von den Verwandten „vom Reh“ seitdem „von der Lilie“.
Bis zum Jahr 2009 gingen Historiker davon aus, dass Jakob Fugger, der als 12-Jähriger die niederen Weihen erhalten hatte, bis 1478 als Kanonikus im mittelfränkischen Stift Herrieden gelebt habe. Ein Dokument aus dem Haus-, Hof- und Staatsarchiv in Wien belegt allerdings, dass Jakob Fugger bereits 1473, also im Alter von 14 Jahren, die Fugger in Venedig vertrat. Die neuere Forschung geht davon aus, dass Jakob Fugger von 1473 bis 1487 überwiegend am Fondaco dei Tedeschi, dem Haus der deutschen Kaufleute in Venedig, tätig war. Venedig war nicht nur die Handelsdrehscheibe für den Mittelmeerraum. Die Lagunenstadt ermöglichte Jakob Fugger zudem eine fundierte Ausbildung im Bankwesen und vor allem im Metallgeschäft. Der mehrjährige Italienaufenthalt Jakob Fuggers führte später dazu, dass er in Augsburg die ersten Renaissancebauten Deutschlands errichten ließ. Auch die juristischen und architektonischen Strukturen der von ihm gestifteten Fuggerei dürften von Sozialsiedlungen in Venedig angeregt und beeinflusst worden sein.

### Der Einstieg in die Montanwirtschaft

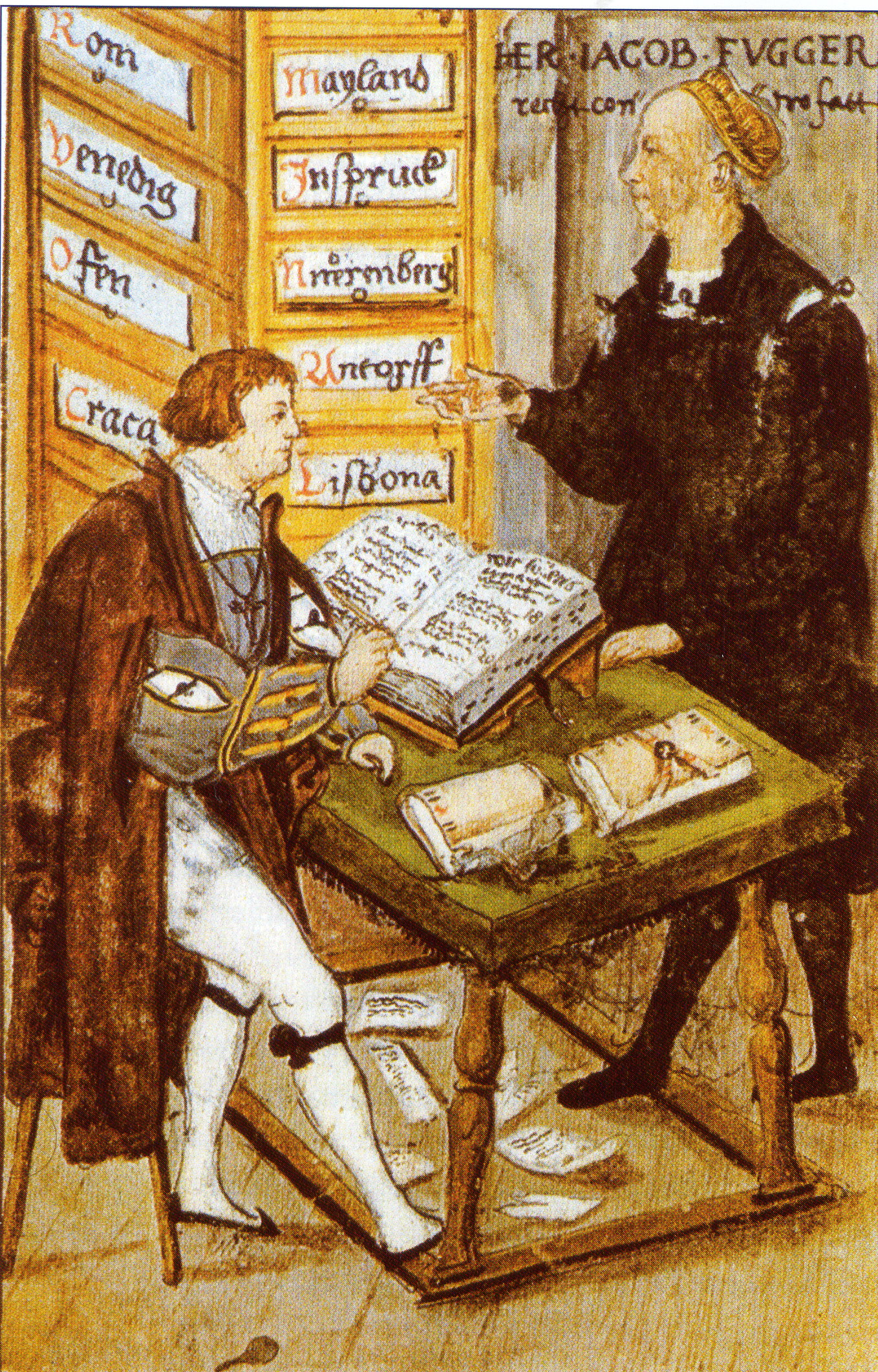
Jacob Fugger (rechts) im Kontor, der „Goldenen Schreibstube“, mit seinem Hauptbuchhalter Matthäus Schwarz

Frühe Geschäfte im Montanwesen tätigte Jakob Fugger bei Salzburg. Den selbstständigen Silbergrubenbesitzern der Salzburger Schieferalpen, die ständigen Kapitalbedarf hatten, lieh er Geld. Dafür ließ er sich jedoch nicht – wie es üblich gewesen wäre – Schuldscheine ausstellen, sondern forderte Kuxe (eine Art von Aktienbeteiligung am Vermögen einer bergrechtlichen Gewerkschaft) und konnte über diese Beteiligung immer mehr Bergbauunternehmer im Raum Gastein und Schladming zwingen, das Silber direkt an die Fugger zu verkaufen, statt es an Zwischenhändler abzugeben.
Jakob Fugger war für die Fugger‘schen Geschäfte auf der Linie Augsburg – Tirol – Venedig – Rom verantwortlich. Um 1485 gründeten die Fugger auch eine Faktorei in Innsbruck (Faktorei ab 1510 in Hall, ab 1539 in Schwaz). Dort kam Jakob Fugger 1485 durch einen kleinen Kredit erstmals mit dem Tiroler Landesherrn Erzherzog Sigmund ins Geschäft. Dieser Habsburger hatte als alleiniger Eigentümer des Tiroler Bergregals Abbaurechte an private Grubenpächter vergeben, die einen Teil der Erträge als Pachtzahlung an Sigmund abzuführen hatten. Obwohl der Herzog aus diesem Geschäft über Einkünfte verfügte, die ihm den Beinamen „der Münzreiche“ eintrugen, war er ständig in Geldnot. Seine verschwenderische Hofhaltung, die Versorgung von zahlreichen unehelichen Kindern und seine umfangreiche Bautätigkeit machten die Aufnahme immer neuer Darlehen notwendig. Als ein Schadensersatz von 100.000 Gulden fällig wurde, der als Kriegsfolge an Venedig zu zahlen war, sprang Jakob Fugger als Geldgeber ein. 1488 beliefen sich die Kreditverbindlichkeiten des Herzogs gegenüber den Fuggern auf über 150.000 Gulden. Neben dieser Summe war vor allem der Zahlungsweg bemerkenswert. Jakob Fugger zahlte die Gelder nicht an den Fürsten selbst aus, sondern an die Gläubiger. Hofstaat und Handwerker erhielten ihre Entlohnung direkt und pünktlich von den Fuggern. Den Fuggern stand in der Folge „zeitweilig alles Silber und Kupfer“ zu. 1517 beschafften die Fugger im Gegenzug zum Beispiel rund die Hälfte des Tiroler Staatshaushaltes. Ein Tiroler Chronist schrieb: „in diesem Land ist Alles versetzt, was Geld beträgt, die Fugger von Augsburg haben das große Gut zu Schwaz inne und ziehen daraus jährlich 200.000 Gulden“. Bei solchen Klagen wurde freilich übersehen, dass es Maximilian I. war, der (mit wenigen Ausnahmen) „alle einträglichen Herrschaften und Gerichte“ verpfändete und daraus Nutzen zog. Der Historiker Eike Eberhard Unger hat ermittelt: „Dass allerdings die Fugger nicht immer so riesige Gewinne machten, wie man es ihnen nachsagte […]“. Matthäus Schwarz war der Hauptbuchhalter der Fugger-Gesellschaft und Vertrauter der Familie. Nach seiner Kaufmannslehre in Mailand und Venedig, wo er Kenntnisse in Buchhaltung erwarb, bekam er im Jahr 1516 eine Anstellung bei Jakob Fugger.

### Die Verbindung zu Maximilian I.

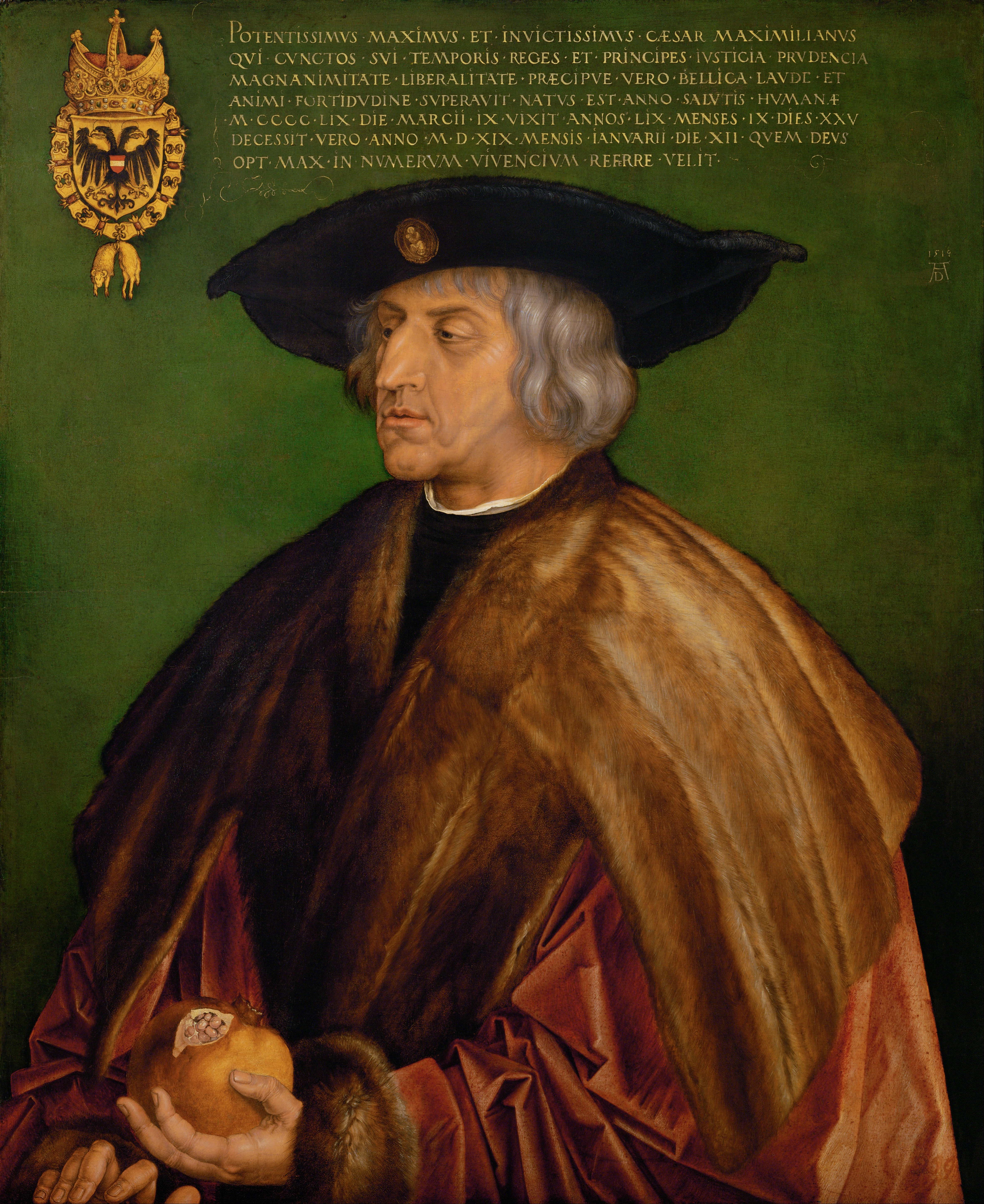
Kaiser Maximilian I. Albrecht Dürer (1519)

Die Ausweitung der höchst riskanten, wenn auch äußerst lukrativen geschäftlichen Verbindung der Fugger zu Maximilian I. ist ohne Zweifel auf Jakob zurückzuführen. Auf seiner Einschätzung, das Haus Habsburg sei das für die Zukunft in Deutschland maßgebende Geschlecht, beruhte die Entscheidung, den gleichaltrigen Herrscher finanziell und damit machtpolitisch zu unterstützen. Jakob Fugger begegnete dem jungen römisch-deutschen König zum ersten Mal 1489 auf der Frankfurter Messe. Damals waren seine Pläne hinsichtlich des noch selbständigen Herzogtums Tirol bereits mit des Königs Kanzler Johann Waldner abgesprochen. Als am 16. März 1490 Herzog Sigmund und die Tiroler Landstände zusammenkamen, war nicht zufällig auch König Maximilian anwesend. Auf Druck der Stände, die ihm Misswirtschaft vorwarfen, musste Sigmund zugunsten Maximilians abdanken, der sich verpflichtete, alle Kredite des Vorgängers zurückzuzahlen.
Damit wurden die Fugger zu einem der wichtigsten Geldgeber Maximilians, der seit 1486 Mitregent im Heiligen Römischen Reich war. Maximilian wurde 1493 nach dem Tode seines Vaters Friedrich III. allein regierender römisch-deutscher König. Maximilian, „der letzte Ritter“, wie er auch genannt wurde, wurde früher als „der schlechteste Haushalter aller Habsburger und verschwenderisch bis an die Grenzen des Wahnsinns“ angesehen. Dieses Urteil wird heute differenzierter betrachtet: Trotz aller finanziellen Schwierigkeiten und zahlreicher gescheiterter politischer Projekte wird anerkannt, dass Maximilian I. letztlich seine Pläne verwirklichen konnte. Durch Heirat, nicht durch Feldzüge, sicherte er dem Haus Habsburg die Königreiche Spanien, Böhmen und Ungarn.
Am 15. Juli 1507 verkaufte der römisch-deutsche König Maximilian I. an Jakob Fugger die bei Ulm gelegene Grafschaft Kirchberg, die angrenzende Herrschaft Weißenhorn mit der dazugehörigen Stadt sowie die Herrschaften Wullenstetten und Pfaffenhofen an der Roth aus habsburgischem Besitz in Vorderösterreich. Dafür erhielt der Habsburger, der sich 1508 in Trient selbst zum Kaiser proklamierte, 50.000 Gulden. 1508 verkaufte Maximilian I. auch die Hofmark Schmiechen an Jakob Fugger, 1514 die Herrschaft Biberbach. Kaiser Maximilian I. erhob Jakob Fugger 1511 in den Adelsstand und ernannte ihn 1514 zum Reichsgrafen, damit der Augsburger Bürger seine Herrschaft ohne Widerstände aus dem Adel ausüben konnte.
Kritik des Reformators Martin Luther, dem wirtschaftliche Anforderungen weitgehend fremd waren, an den Geschäften der Fugger und romanhafte Darstellungen der Fuggergeschichte („Kauf dir einen Kaiser“ etc.) haben zu der Auffassung geführt, Jakob Fugger habe durch seine Kredite an Maximilian I. den König und Kaiser des Heiligen Römischen Reichs in der Hand gehabt. Die jüngere Forschung geht vielmehr vom Gegenteil aus. Zum Ende seines Lebens hatte sich Maximilian I. derart stark bei Jakob Fugger verschuldet, dass der Augsburger Bankier wohl gar nicht mehr anders konnte, als die Habsburger weiter zu unterstützen, um so seine Forderungen zu sichern. Als Maximilians Enkel und Nachfolger, der spanische König Karl I., 1519 zum deutschen König und damit künftigen Kaiser des Heiligen Römischen Reichs Deutscher Nation gewählt werden sollte, finanzierte Jakob Fugger allein die ungeheure Summe von 545.585 Gulden von den insgesamt knapp 852.000 Gulden Wahlgeldern für die deutschen Kurfürsten. Damit wollte er die Wahl des französischen Königs Franz I. verhindern, durch die seine Forderungen in Gefahr geraten wären. Doch dadurch hatte Jakob Fugger die Augsburger Familienfirma in Abhängigkeit von den Habsburgern gebracht. Später sollten die Fugger den weitaus größten Teil ihres Vermögens durch drei spanische Staatsbankrotte verlieren.

### Das Montanunternehmen der Fugger

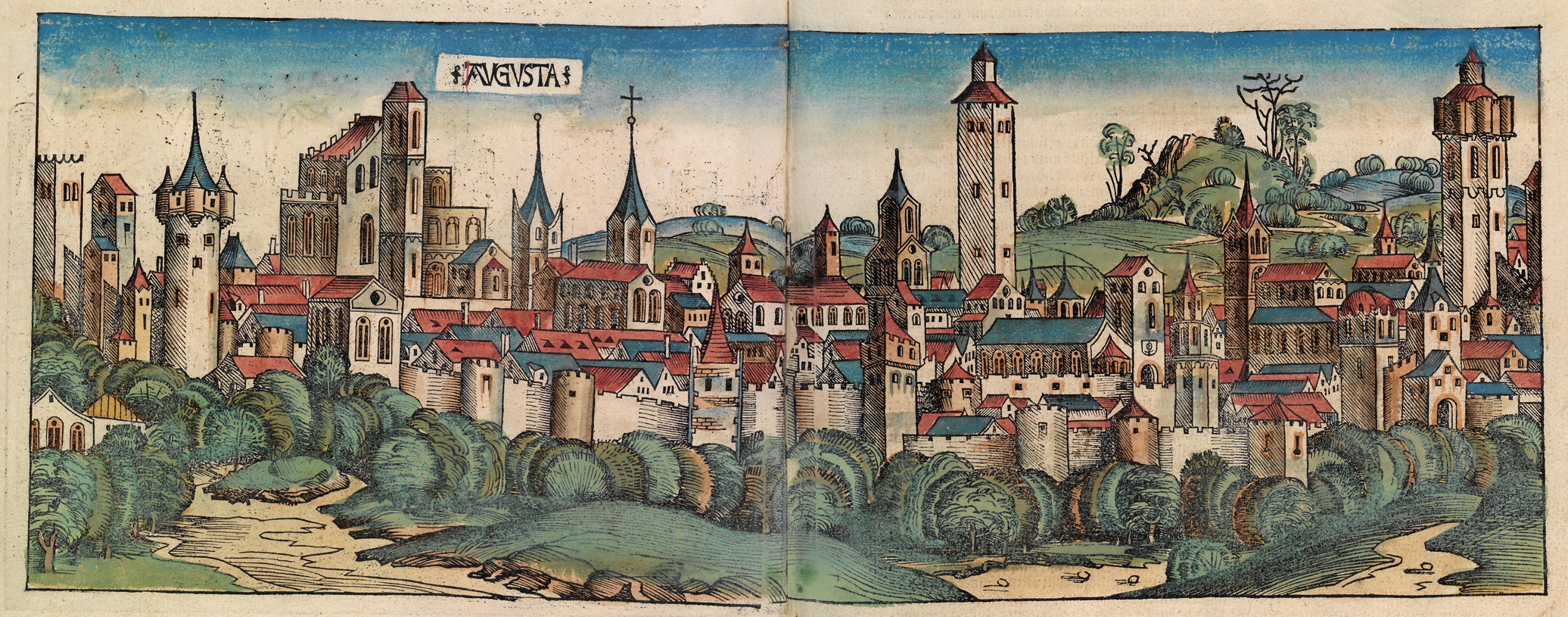
Augsburg, Schedel’sche Weltchronik (1493)

Wohl auf Drängen Jakob Fuggers wurde die Firma 1494 in eine der ersten offenen Handelsgesellschaften Europas (der compagnia palese des welschen Rechts) umgewandelt. Gleichzeitig erfolgte die Namensänderung in „Ulrich Fugger und Gebrüder von Augsburg“, um die Gleichberechtigung der drei beteiligten Brüder in geschäftlichen Fragen anzuzeigen. An dieser Entwicklung lässt sich der erheblich gestiegene Einfluss Jakobs innerhalb des Unternehmens ablesen. Wohl schon seit den späten 1480er Jahren bestimmte Jakob Fugger mehr und mehr die Firmenpolitik, wenngleich der älteste Bruder Ulrich nach außen stets das Unternehmen leitete. Darauf deutet hin, „dass die Tiroler Quellen fast durchgängig von Jakob Fuggers Gesellschaft sprechen und daß später auch die zentralen Verträge des Ungarischen Handels von ihm geschlossen wurden“.
Das enorme Wachstumspotential im Bergbau und Erzhandel nutzte Jakob Fugger in den folgenden Jahren äußerst gewinnbringend. Als Sicherheit für Darlehen, die er den Habsburgern und auch dem König von Ungarn gegeben hatte, ließ er sich Bergwerkserträge in Tirol (Schwazer Bergbau) und Bergwerksrechte in Oberungarn übertragen. Auf diese Weise erwarb das Montanunternehmen schließlich im Heiligen Römischen Reich eine dominierende Stellung im Handel mit Kupfer. Mit ihrem Geschäftspartner Hans Thurzó gründeten die Fugger 1494 den „Ungarischen Handel“. Die von den Fuggern finanzierten Bergwerke in Neusohl (Banská Bystrica) gehörten zum Königreich Ungarn. Jakob schuf nun einen regelrechten Montankonzern: Neben einer Schmelzhütte in Neusohl wurden 1495 die Saigerhütte Fuggerau in Kärnten, bald darauf die Saigerhütten in Hohenkirchen in Thüringen und in Moschnitz (Moštenica in der heutigen Slowakei) gegründet. Verteilt wurde das Kupfer über Faktoreien in Breslau, Leipzig, Krakau und Ofen (im heutigen Budapest). Für den Transport zur Ostsee ließ Jakob Fugger eigens eine neue Straße über den Jablunkapass bauen, über den die Kupferlieferungen zu den Ostseehäfen in Danzig, Stettin und Lübeck transportiert wurden. Von dort wurde das Kupfer aus Oberungarn über Antwerpen nach Lissabon verschifft, wo es die wichtigste portugiesische Handelsware für den Export nach Indien darstellte. Auf den Kupfermarkt in Venedig gelangte Fugger‘sches Kupfer aus Neusohl über Wiener Neustadt und die Adriahäfen Triest und Zengg. In den schlesischen Goldbergbau stiegen die Fugger 1502 ein. Die slowakische Kupferförderung machte knapp 40 Prozent der europaweiten Kupferherstellung aus. Aus Tirol – wo die Fugger den Markt weitgehend beherrschten – stammten 40 Prozent des europäischen Kupfers. Die Augsburger Firma besaß somit in Europa eine marktbeherrschende Stellung im Kupfergeschäft, wenn auch kein Monopol. Das Handelsblatt schrieb: „Für die tausende von Bergleuten, die in den Fuggerschen Bergwerken und Verhüttungsbetrieben arbeiteten, war das Leben (…) so unsicher und hart wie für das Industrieproletariat des 19. Jahrhunderts.“

### Die Fugger und die Hanse
Die Hanse oder Hanseatische Liga war die Bezeichnung für die Vereinigungen niederdeutscher Kaufleute, deren Ziel die Sicherheit der Überfahrt und die Vertretung gemeinsamer wirtschaftlicher Interessen besonders im Ausland war. Im Spätmittelalter besaß die Hanse, zu der mittlerweile mehr als 70 Städte an der Küste und im Inland zählten, das Handelsmonopol auf der Nord- und Ostsee.
Das Handelshaus der Fugger hatte durch verschiedene Handelsverträge und auf selbst gebauten Straßen und auf Flüssen den Transport ihrer Montanprodukte an die Ostsee abgesichert. Von dort ging es auf dem Seeweg nach Antwerpen und Portugal, und das stand in Konkurrenz zu den Interessen der Hanse. Die von der Hanse kontrollierten Seewege verloren mit den überseeischen Entdeckungen und der Verlagerung des Seehandels zunehmend an Bedeutung. Aufstrebender neuer Wirtschafts- und Finanzplatz wurde im Westen Antwerpen. Dort hatte Jakob Fugger eine eigene Faktorei, die den Handel zwischen Antwerpen und Lissabon betrieb. Über diesen Handelsweg kamen exotische Waren nach Augsburg. Denn im Zusammenwirken mit der portugiesischen Krone, vertreten durch Manuel I., fand er in dem von Portugal kontrollierten Ostindien und den Handelswegen dorthin ein Absatzgebiet für sein Kupfer.
Schon mit dem Beginn des 16. Jahrhunderts verlegten die Fugger ihre Handelsinteressen auch in den Norden Europas, um dort weitere Märkte zu erschließen und auszubauen. Die ersten Niederlassungen finden sich 1494 in Antwerpen, 1496 in Lübeck. Von Lübeck ausgehend wird besonders Danzig bedeutsam, von wo aus sie besonders den Kupferhandel betreiben. Die Hanse reagiert zu spät auf die oberdeutsche Konkurrenz der Fugger besonders gegenüber dem schwedischen Kupfer.
Dadurch, dass sich Danzig, Stettin und Hamburg geweigert hatten, gemeinsam mit Lübeck gegen die Oberdeutschen vorzugehen, trat auch der Interessenkonflikt in den Vordergrund.
Als im November 1510 ein holländisches Schiff mit 200 Tonnen Kupfer aus Oberungarn, dem Gebiet der heutigen Slowakei, aus dem Hafen Danzigs ablegte, wurde es nahe der Halbinsel Hela von der Besatzung eines Schiffs der Hanseatischen Liga aufgebracht.
Das Handelshaus der Fugger erwartete von der Krone, vertreten in Maximilian I., den Beistand bei der Abschirmung seiner handelsstrategischen Expansionsstrebungen, die vom Baltikum ausgehend in das Gebiet des Großfürstentum Moskau führen sollten – damit auch den Schutz seiner Transporte für seine Montanprodukte, die über die Häfen des Baltikums ihren Weg nahmen. Eine Ächtung der Lübecker Hanse, die Fugger-Waren kaperte, unterblieb. Der Einfluss der niederdeutschen Liga ließ ihn darüber hinaus noch fürchten, dass ein Monopolprozess gegen die Schwaben beim Reichsfiskal in Gang gesetzt wurde. Als Resultat ergab sich, dass die Fugger keine nennenswerte Strafaktion gegen die Hanse bewirken konnten, diese jedoch wiederum ihre Ausbreitung mit dänisch-russischer beziehungsweise polnisch-preußischer Hilfe 1513 im Baltikum hinnehmen musste. Die Papstwahl Leos X. führte in Südeuropa zu keiner Machtsteigerung der römischen Fuggerfiliale, da der aus dem Hause Medici stammende Papst seine familiären Kontakte bevorzugte. Dafür mehrte die Spannung zwischen der Republik Venedig und dem Kaiser, dessen Kreditersuchen an Fugger nicht nachließen, das soziale Ansehen der Fugger. Am 17. Juli 1514 wurde Jakob Fugger als erstem deutschen Kaufmann die Reichsgrafenwürde zuteil.

### Der Vatikan als Kunde

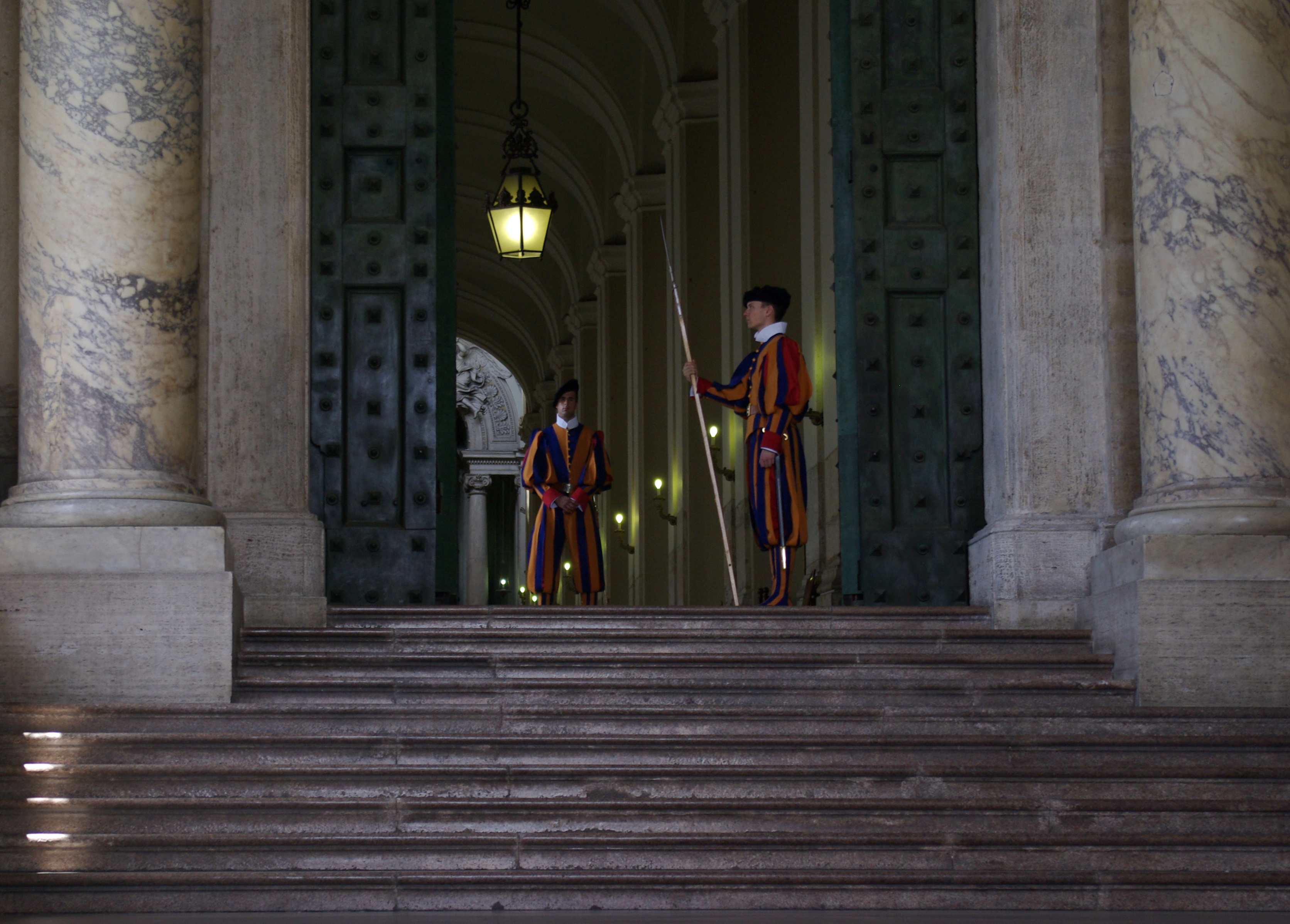
Schweizergarde, 2009

Die Fugger standen um 1495 „als erstes oberdeutsches Handelshaus in direkten Geschäftsbeziehungen zur Kurie“. Nach dem Tod Papst Alexanders VI. im August 1503 intensivierte Jakob Fugger seine Kontakte zum Vatikan in Rom. Dem neuen Papst Julius II. finanzierte er 1505/06 die Anwerbung der bis heute bestehenden Schweizergarde des Vatikans. Erste Geschäfte des 1478 verstorbenen Geistlichen Markus Fugger in Rom sind um 1473 bekannt. Für die Kurie transferierten die Fugger 1477 erstmals kirchliche Einnahmen aus Schweden nach Rom. Zwischen 1508 und 1524 hatten die Fugger (mit Unterbrechungen) die römische Münzstätte, die „zecca“, gepachtet. Aus dieser Zeit sind 66 Münzprägungen für vier Päpste belegt. Die Fugger waren danach (nicht zuletzt bedingt durch das Sacco di Roma von 1527 und den wenig deutschenfreundlichen Medicipapst Clemens VII.) nur noch bis Ende der 1530er Jahre mit einer Faktorei in Rom vertreten.
Als einer der führenden Bankiers in Europa und durch seine engen Kontakte zum Vatikan beteiligte sich Jakob Fugger auch am Ablasswesen. Ablässe waren damals ein gängiges Mittel zur Finanzierung von Kirchen, Spitälern und sogar Nordseedeichen. In Verruf kam das Ablasswesen lediglich durch den zu häufigen Gebrauch durch die baulustigen und kunstliebenden Renaissancepäpste sowie durch die am Ablass beteiligten Landesherrn.
Zum Erwerb zweier Erzbistümer stellte das Bankhaus dem Hohenzollern Albrecht von Brandenburg, seit 1513 Erzbischof von Magdeburg und ab 1514 zugleich Erzbischof von Mainz, 1515 ein Darlehen über 48.000 Gulden zur Verfügung. Um seine Schuld bei den Fuggern abzutragen, überließ Albrecht den Fuggern die ihm zustehende Hälfte aus dem von Papst Leo X. verkündeten neuen Ablass für den Bau des Petersdoms in Rom. Für die Fugger war der Ablasshandel darüber hinaus vom wirtschaftlichen Umfang her betrachtet lediglich ein völlig unbedeutendes Bankgeschäft. Dennoch entstand durch den Ablasshandel erhebliches Konfliktpotential, das wegen seiner moralischen Fragwürdigkeit in den Folgejahren zur Durchsetzung der Reformation in Deutschland beigetragen hat. Das Verhalten des eingesetzten Ablasspredigers, des Dominikaners Johann Tetzel, gab Martin Luther den Anlass zu seinen 95 Thesen. 1520 schrieb Luther seinen Aufsatz An den christlichen Adel deutscher Nation und griff darin auch Jakob Fugger persönlich an: „Man müsste wirklich dem Fugger und dergleichen Gesellschaft einen Zaum ins Maul legen“.

### Jakob Fugger und der Überseehandel
Der Warenhandel spielte für die Fugger im Vergleich zu ihren Montanunternehmen eine nur untergeordnete Rolle. Nur wegen der damit verbundenen Exotik nehmen die Beteiligungen Jakob Fuggers an frühen Handelsexpeditionen einen prominenten Platz in der Fuggergeschichte ein.
Nachdem der Portugiese Vasco da Gama 1498 den Seeweg nach Indien entdeckt hatte und damit das portugiesische Gewürzmonopol ermöglichte, beteiligte sich auch Jakob Fugger am Handel mit Gewürzen und eröffnete 1503 eine Faktorei in Lissabon. Er erhielt am 3. Oktober 1503 von der Casa da Índia die Erlaubnis, von Lissabon aus mit Pfeffer, sonstigen Gewürzen und Luxuswaren wie Perlen und Edelsteinen zu handeln. 1505 beteiligte sich das Unternehmen, gemeinsam mit anderen Augsburger, Nürnberger und genuesischen Handelshäusern, mit dem vergleichsweise kleinen Betrag von 3.000 Gulden an der ersten (und einzigen) Indienfahrt mit Beteiligung deutscher Firmen. Drei Handelsschiffe segelten mit der 22 Schiffe umfassenden Flotte des ersten portugiesischen Vizekönigs von Indien, Francisco de Almeida, am 25. März 1505 von Lissabon ab und erreichten am 13. September 1505 die indische Westküste. Die Fahrt endete 1506 mit der Rückkehr nach Lissabon. Obwohl ein Drittel der importierten Waren an den König von Portugal abzuführen war, betrug der Nettogewinn 175 %. Der portugiesische König erklärte den Gewürzhandel mit Indien jetzt zum Kronmonopol, um sich die Einnahmen zu sichern und fremde Kaufleute auszuschließen. Auf die Kupferlieferungen der Fugger blieben die Portugiesen allerdings angewiesen, da Kupfer im Indienhandel ein unverzichtbares Exportgut darstellte und nur Jakob Fugger in der Lage war, die notwendigen Mengen verlässlich zu liefern. Mit den Portugiesen hatten die Fugger übrigens schon 1493 in Augsburg über eine schließlich nicht durchgeführte China-Expedition verhandelt.
Anders als die Augsburger Welser beteiligten sich die Fugger nur äußerst vorsichtig am Handel mit dem Fernen Osten und dem 1492 entdeckten Amerika. Auch an einer zweiten Handelsexpedition im Jahr 1525, die an der Südspitze Amerikas vorbei zu den Gewürzinseln führen sollte, beteiligte sich Jakob Fugger lediglich mit einer vergleichsweise kleinen Summe selbst. Der völlige Misserfolg der Molukkenexpedition des Spaniers Garcia de Loaisa gab dem nüchternen Augsburger Kaufherrn recht.

### Die große Krise Jakob Fuggers
Vor allem für den Bergbau in Oberungarn benötigten die Fugger enormes Kapital – das die Firma zu dieser Zeit noch bei Weitem nicht aufbringen konnte. 1496 war deshalb Kardinal Melchior von Meckau der Hauptgeldgeber der Fugger. Der Fürstbischof von Brixen hatte am Domkapitel vorbei heimlich über Jahre hin etwa 150.000 Gulden bei Fugger gegen Zins angelegt. So umging der Kirchenfürst das offiziell geltende kirchliche Zinsverbot.
1509 verstarb von Meckau plötzlich in Rom. In seinem Ärmel wurden Depositenzettel gefunden, die diese Anlage verrieten. Der Papst, das Bistum Brixen und die Familie von Meckaus forderten nun als potentielle Erben die sofortige Auszahlung der Einlage, was die Fugger in die Zahlungsunfähigkeit getrieben hätte. In dieser Situation zeigte sich die politische Hilfestellung, die Kaiser Maximilian seinem Bankier angedeihen ließ. Der Kaiser erklärte sich gegenüber Papst Julius II. dazu bereit, in dessen kriegerische Auseinandersetzung mit Venedig einzugreifen. Dafür wurde der Habsburger als Erbe des verstorbenen Kardinals von Meckau anerkannt und die Erbschaft – die plötzlich nur noch 100.000 Gulden umfasste – konnte mit offenen Forderungen der Fugger verrechnet werden. Von den Fuggern wurde der Papst mit Juwelen abgefunden. Noch im selben Jahr 1509 allerdings forderte der Kaiser die entsprechende Gegenleistung, und Jakob Fugger unterstützte ihn mit 170.000 Gulden bei dessen Feldzug gegen Venedig.
Jakob Fugger führte seit dem Tod seines Bruders Ulrich (Georg war 1506 gestorben) das Familienunternehmen allein und geradezu monarchisch. Das Familienunternehmen firmierte nun unter dem Namen „Jakob Fugger und Gebrüder Söhne“. In den Jahren bis zu seinem Tod gelang es Fugger, das Eigenkapital der Familienfirma, das 1511 noch bei rund 200.000 Gulden lag, auf rund zwei Millionen Gulden zu steigern.
Nachdem Jakob Fugger zunächst und zuvor den Rat von Juristen gesucht hatte, trat er mit Johann Eck in Verbindung. Eck argumentierte, dass die Einlagen zu Zins und Verlust nicht bedenklich seien, im Gegensatz zu festverzinslichen Anlagen. Die Vorarbeiten leistete Eck mit seinem Tractatus de contractu quinque de centum (1514), er führte darin dreihundert Argumente auf. Fugger bat Eck, ein Gutachten über den Depositenvertrag zu erstellen, in dem er sich dem traditionellen Zinsverbot der römisch-katholischen Kirche entgegenstellte und ihn für einen Zins von fünf Prozent eintreten ließ. Am 12. Juli 1515 erregte er bei einer Disputation zur Frage des Zinsverbotes, oberdeutscher Zinsstreit, an der damals weltberühmten Universität Bologna Aufsehen. In der zentralen Frage des Zinsnehmens plädierte Eck, der schon zuvor Kontakte zum Bankhaus Fugger in Augsburg gehabt hatte, im Sinne einer damals modernen Position für einen Zins von fünf Prozent. (Johann Eck zum Zinsverbot).

### Die Wahl Karls V. im Jahr 1519

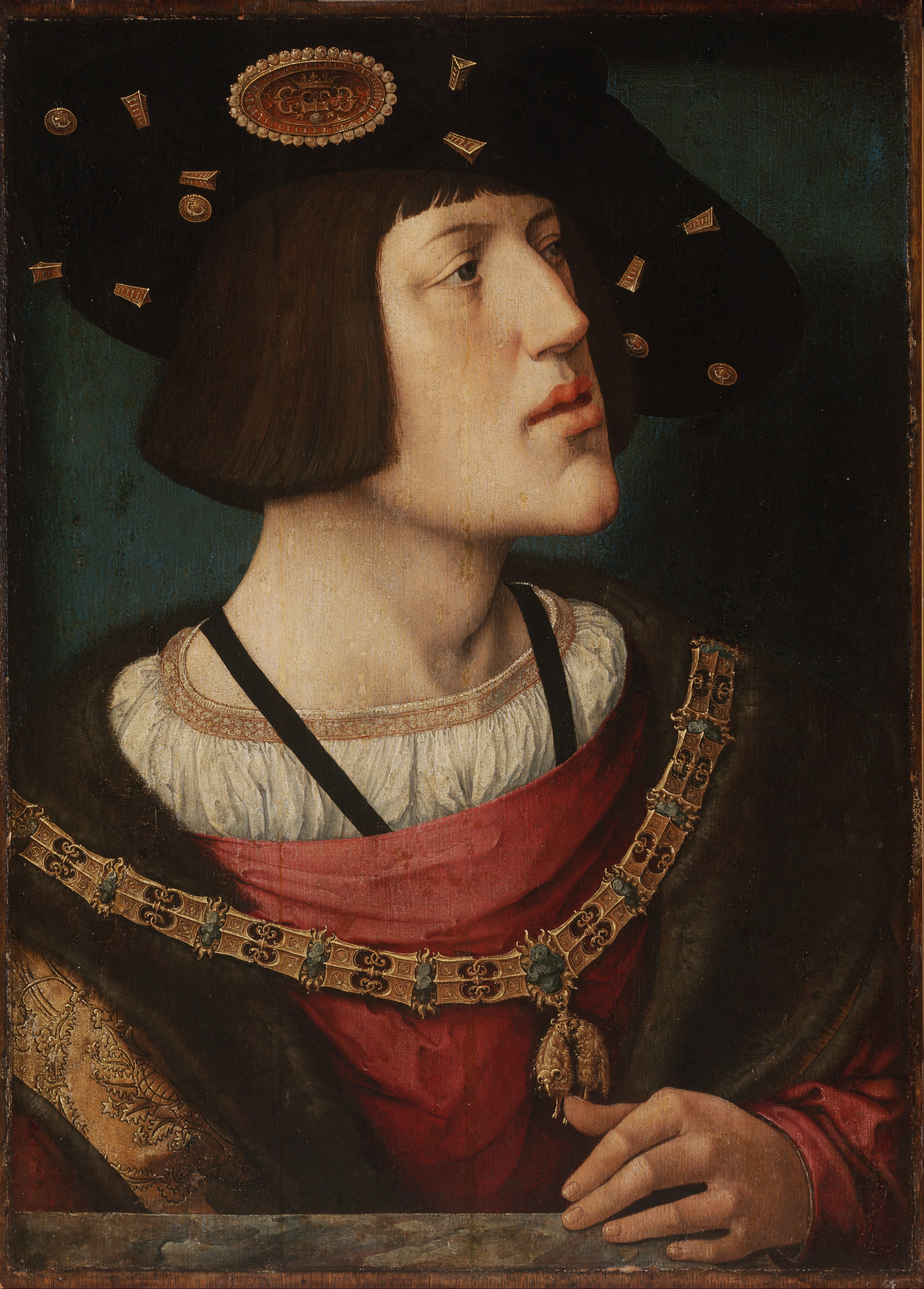
Portrait des Karl V. Bernard van Orley (1519 bis 1520)

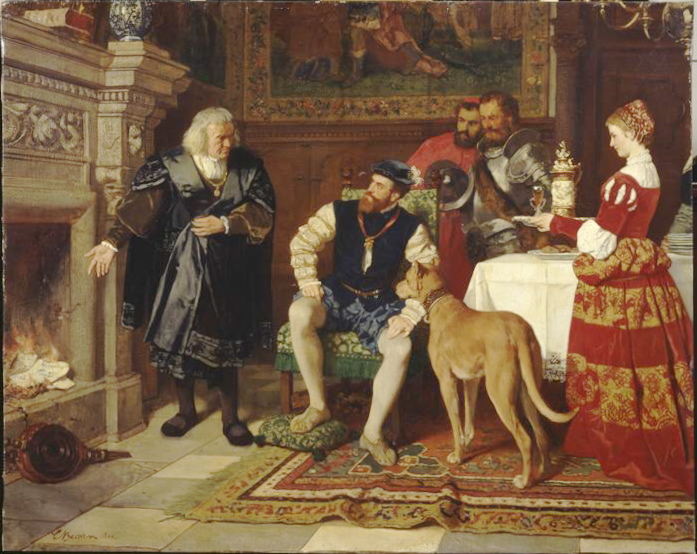
Jakob Fugger vor Karl V., Schuldscheine verbrennend (Karl Becker 1866)

Kaiser Maximilian verstarb im Januar 1519 und hinterließ seinem Enkel Karl I., dem Herzog von Burgund und spanischen König, die Habsburgischen Erblande mit den burgundischen Nebenländern und einen umstrittenen Anspruch auf den römisch-deutschen Kaiserthron. Um seine Forderungen an das Haus Habsburg (mehr als 170.000 Gulden) politisch abzusichern, unterstützte Jakob den 19-jährigen Thronanwärter bei seiner Wahl zum römisch-deutschen König. Auch der englische König Heinrich VIII. und der französische König Franz I. hatten ihre Kandidatur angemeldet. Franz I. hatte sich sogar schon im Vorfeld der Wahl die Wahlstimmen des Kurfürsten und Erzbischofs von Trier sowie des Kurfürsten von der Pfalz gesichert und überdies 300.000 Gulden Wahlgeld geboten. Das Kurfürstenkollegium bestand aus drei geistlichen (den Erzbischöfen von Mainz, Köln und Trier) sowie vier weltlichen Fürsten (dem König von Böhmen, dem Herzog von Sachsen, dem Markgraf von Brandenburg und dem Pfalzgraf bei Rhein).
In dieser für Karl I. sehr schwierigen Situation entschied die Kapitalkraft Jakob Fuggers die Wahl zugunsten des spanischen Königs. Er transferierte die ungeheuerliche Summe von 851.918 Gulden an die sieben Kurfürsten, woraufhin der Habsburger Karl am 28. Juni 1519 einstimmig zum römischen König gewählt wurde. Von der Gesamtsumme brachte Jakob Fugger beinahe zwei Drittel, nämlich 543.585 Gulden selbst auf. Das restliche Drittel wurde von den Welsern (rund 143.000 Gulden) und drei italienischen Bankiers (jeweils 55.000 Gulden) finanziert. Diese Wahlgelder werden des Öfteren als Bestechung verstanden. Doch der Interessenausgleich zwischen neuem König und Kurfürsten war auch bei früheren und späteren römisch-deutschen Königswahlen Usus: Ungewöhnlich war lediglich die Höhe des Betrags von 1519, der aus der Unsicherheit über den Wahlausgang resultierte, sowie der Ausgleich in Geld statt in Land, Titeln oder Rechten.
Der Papst erlaubte dem römischen König Karl V. wenige Tage später, sich auch „Erwählter Kaiser“ zu nennen. Erst 1530 wurde Karl. V. in Bologna vom Papst tatsächlich zum Kaiser gekrönt. Es war die letzte Krönung eines Kaisers durch den Papst überhaupt.
Karl V., der über ein Reich gebot, „in dem die Sonne nie unterging“, stand nun tief in der Schuld des Fuggers. 1521 beliefen sich die Schulden Karls V. bei Jakob Fugger auf 600.000 Gulden. Der Kaiser tilgte 415.000 Gulden dadurch, dass er die Fugger durch die Tiroler Silber- und Kupferproduktion entschädigte. Als auf dem Reichstag in Nürnberg 1523 die Reichsstände eine Begrenzung des Handelskapitals und der Zahl der Niederlassungen von Firmen diskutierten, erinnerte Jakob Fugger seinen Kaiser an die seinerzeit gewährte Wahlbeihilfe: „Es ist auch wissentlich und liegt am Tage, dass Eure Kaiserliche Majestät die römische Krone ohne mein Zutun nicht hätte erlangen können, […]“. Mit der gleichzeitig erhobenen Forderung auf sofortige Begleichung der offenen Verbindlichkeiten erreichte Jakob von Kaiser Karl V., dass die Überlegungen zur Monopolbeschränkung nicht weiterverfolgt wurden. 1525 erhielt Jakob Fugger außerdem die dreijährige Pacht der Quecksilber- und Zinnoberminen in Almadén in Kastilien zugesprochen. Bis 1645 blieben die Fugger im spanischen Bergbaugeschäft.
Jakob Fugger und der Deutsche Bauernkrieg (1524/1525)
Jakob Fugger nannte die aufständischen Bauern „faules Gesindel.“ Er warf ihnen vor, „sie wollen reich sein, ohne sich anzustrengen“. Um die oftmals in Leibeigenschaft lebenden revoltierenden Bauern zu bekämpfen, stellte der Schwäbische Bund im Auftrag der Fürsten ein Heer zusammen. „Auch Jakob Fugger beteiligte sich durch finanzielle Unterstützung des Bundesheeres am Krieg gegen die Bauern.“ Angeführt von Georg Truchseß von Waldburg-Zeil („Bauernjörg“) gelang es dem Schwäbischen Bund, die Revolte der Bauern in mehreren Schlachten blutig niederzuschlagen. Zehntausende von Bauern wurden getötet, ihre Anführer bei lebendigem Leib verbrannt oder geköpft. Buchautor Greg Steinmetz schrieb: „Wie so viele Investitionen hatte sich Jakobs Wette auf den Truchseß bezahlt gemacht. In Süddeutschland kehrte Ruhe ein. Die Waren, die nach der Frankfurter Handelsmesse in einem Warenlager liegen geblieben waren, konnten endlich problemlos nach Augsburg transportiert werden.“

## Stiftungen und Bauten Jakob Fuggers

### Die Fuggerkapelle in der Augsburger Annakirche

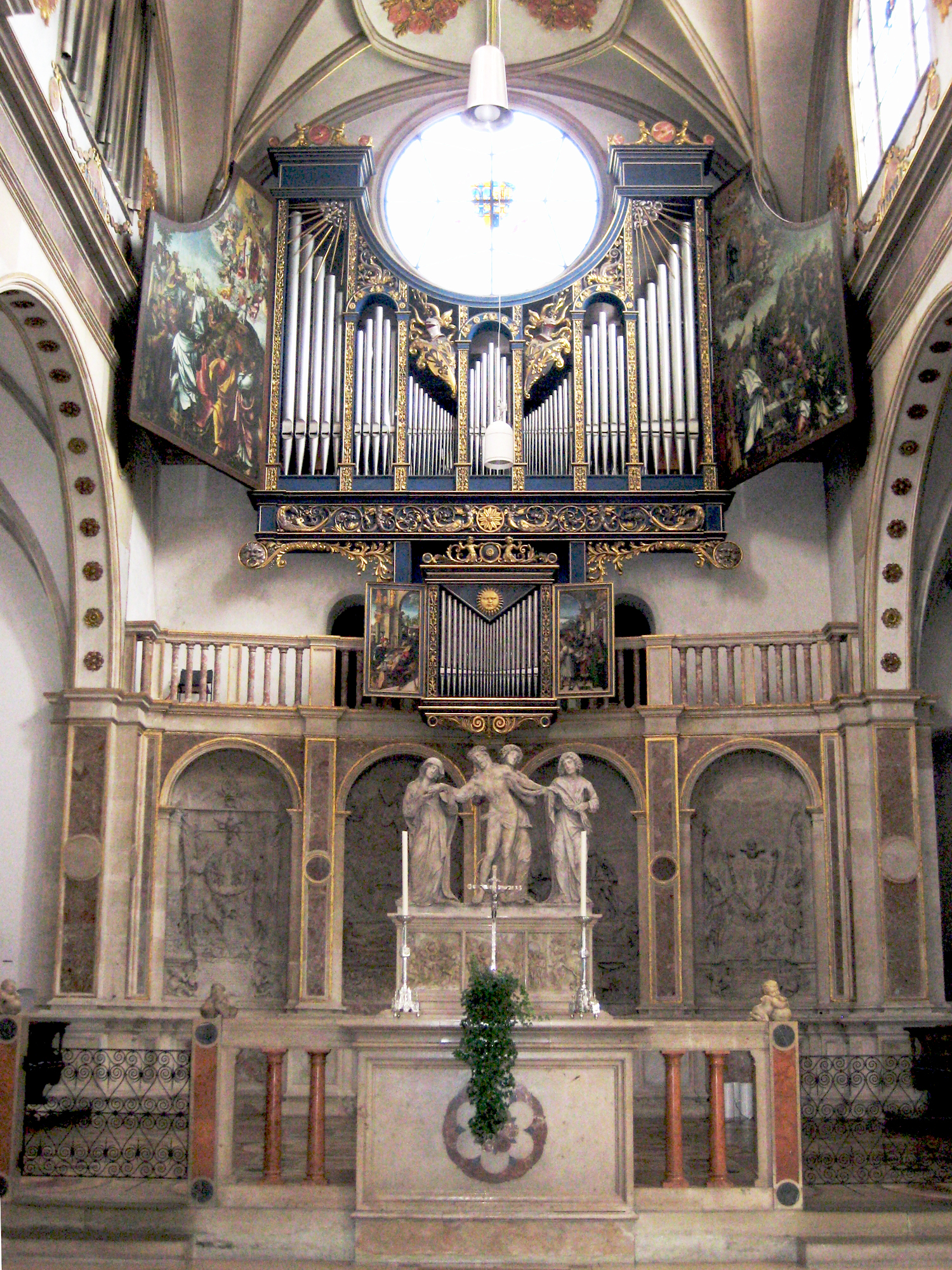
Die Fuggerkapelle in der Augsburger Annakirche mit der Grablege von u. a. Jakob Fugger

Gemeinsam mit seinem Bruder Ulrich und auch im Namen des 1506 verstorbenen Bruders Georg stiftete Jakob Fugger 1509 ihre gemeinsame Grablege, die Fuggerkapelle in der Augsburger Karmeliterklosterkirche St. Anna. Die bis 1512 erbaute, in den folgenden Jahren prachtvoll ausgestattete Fuggerkapelle wurde nach italienischem Vorbild geplant und ist damit der erste Renaissancebau in Deutschland. Vor allem venezianische, aber auch florentinische und römische Grabkapellen beeinflussten die Schöpfung eines unbekannten Baumeisters sowie die an der Kapelle beteiligten Künstler. An der Ausstattung der Kirche waren bedeutende deutsche Meister beteiligt: Albrecht Dürer, Hans Burgkmair d. Ä., Jörg Breu d. Ä. und Hans Daucher. Dürer schuf die Epitaphe Ulrich und Georg Fuggers, Jörg Breu bemalte die Flügelbilder der großen und kleinen Orgel, Hans Daucher gestaltete die zentrale Fronleichnamsgruppe sowie die Putten auf der Marmorbalustrade vor der Kapelle. Die Klosterkirche St. Anna wurde später zum protestantischen Gotteshaus, weshalb sich hier nur noch zwei Neffen Jakob Fuggers bestatten ließen. Doch die Grabkapelle der katholischen Fugger in der protestantischen Kirche ist heute eine der großen Sehenswürdigkeiten Augsburgs, die erst 1521 offiziell niedergelegte religiöse Stiftung besteht bis heute. Früher hat man geglaubt, dass die Fugger die Stiftung der Fuggerkapelle aus Angst um ihr Seelenheil getätigt hätten. Die jüngere Forschung geht heute davon aus, dass sich Jakob Fugger mit diesem wegen seiner Pracht viel bewunderten, andererseits auch heftig kritisierten Bau seine Erhebung in den Adelsstand vorzubereiten versuchte. Zudem wollte sich Fugger mit diesem innovativen und einzigartigen Bauwerk von den Augsburger Patriziern und anderen reichen Familien in der Stadt absetzen. Darüber hinaus sollte die Kapelle den Namen der Fugger nach dem Vorbild italienischer Stifter verewigen (Memoria).

### Die Augsburger Fuggerhäuser

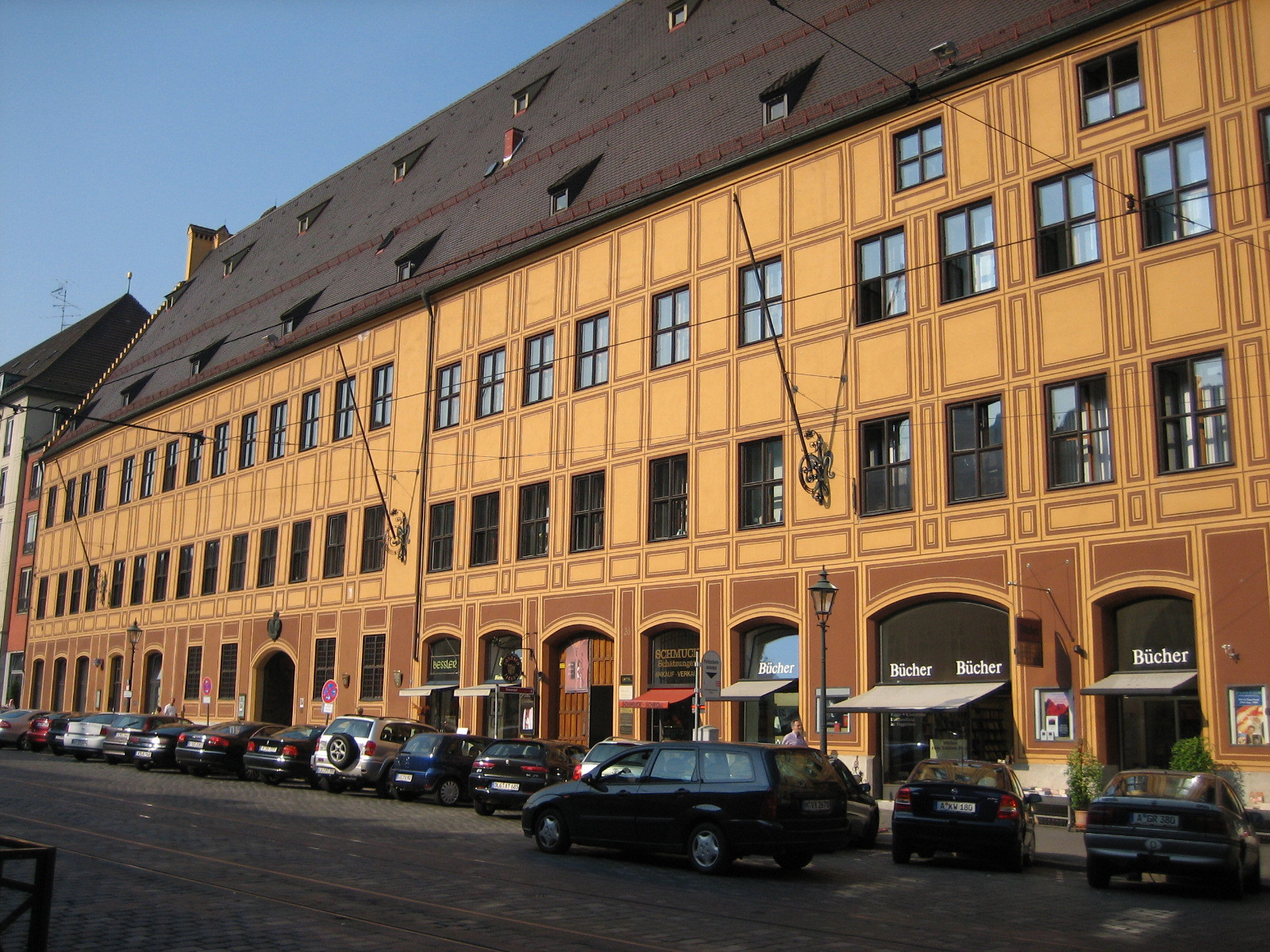
Fuggerscher Stadtpalast, 2006

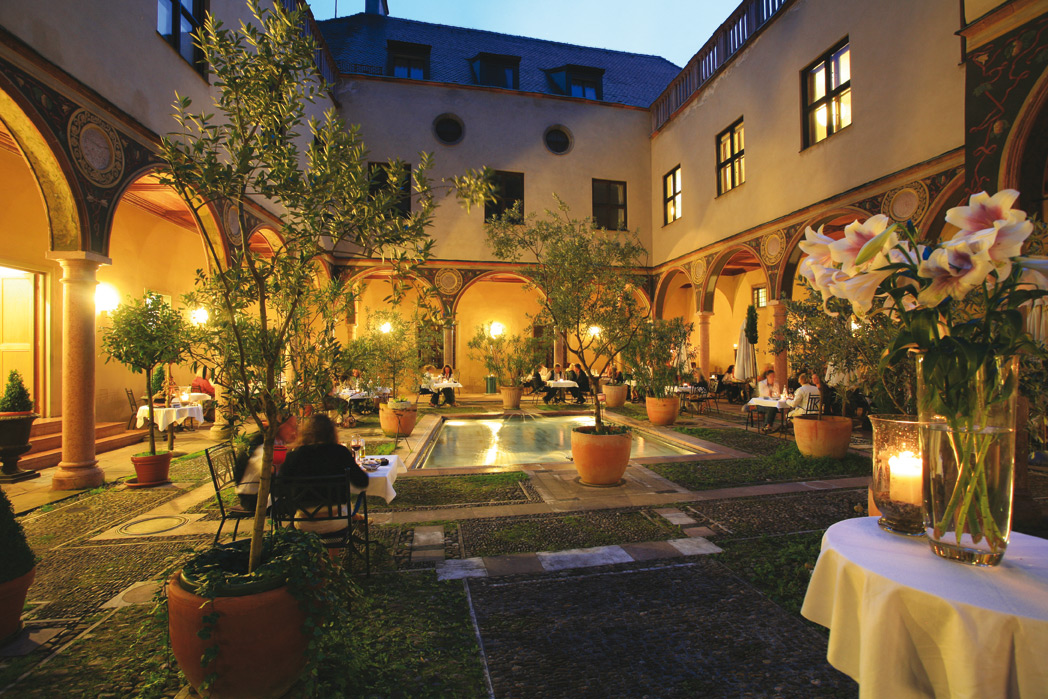
Damenhof in den Fuggerhäusern in Augsburg (Erster profaner Renaissancebau Deutschlands).

Die Fugger besaßen in Augsburg bereits zwei große Häuser in prominenter Lage, als sich Jakob Fugger von 1512 bis 1515 die Fuggerhäuser am damaligen Weinmarkt (heutige Maximilianstraße) errichten ließ. Baumeister dieser Stadtresidenz, für die zwei Anwesen zu einem gemeinsamen Bau umgestaltet wurden, ist vermutlich der Augsburger Hans Hieber. 1515 ließ Fugger den Damenhof in den Fuggerhäusern bauen. Dieser im Stil florentinischer Innenhöfe gestaltete Prunkhof war der erste Profanbau der deutschen Renaissance. Die Fuggerhäuser waren das Wohnhaus Jakob Fuggers und seiner Ehefrau Sibylla und seitdem der neue Verwaltungssitz der Familienfirma. 1523 ließ Jakob Fugger diesen Komplex, der auch auf die Bewirtung illustrer Gäste ausgelegt war, noch einmal erweitern.
Spätere Fugger bauten den Komplex der Fuggerhäuser immer weiter aus. Unter Anton Fugger (1493–1560) wurde ein kaiserliches Palatium für Kaiser Karl V. errichtet, das auch späteren Kaisern als Herberge bei den Reichstagen in Augsburg diente. In den Fuggerhäusern wurde Martin Luther 1519 vom Kurienkardinal Thomas Cajetan einem Verhör unterzogen. Hier haben sich neben den Kaisern Maximilian I., Karl V., Ferdinand I. und Rudolf II. unter anderen auch der schwedische König Gustav II. Adolf, Albrecht Dürer, Tizian sowie Wolfgang Amadeus Mozart (anlässlich eines Konzerts im Jahr 1777) aufgehalten.
Im Zweiten Weltkrieg wurden 1944 die Fuggerhäuser bei Luftangriffen auf Augsburg weitgehend zerstört und bis 1955 vereinfacht wiederaufgebaut. Die vier Innenhöfe sowie die berühmten „Badstuben“, zwei Sammlungsräume Hans Fuggers (1531–1598), sind erhalten. Die Fuggerhäuser sind bis heute im Besitz der fürstlichen Familie Fugger-Babenhausen. In einem Teil der Fuggerhäuser hat heute die Fürst Fugger Privatbank ihren Stammsitz.

### Die St.-Moritz-Prädikatur-Stiftung
Jakob Fugger hatte sich seit 1515 für eine bessere Predigt in der Pfarrkirche seiner Familie, der Augsburger Stiftskirche St. Moritz, eingesetzt. 1517 stellte Papst Leo X. eine Bulle aus, die Jakob Fugger und seinen Erben das Patronatsrecht für eine Predigerstelle der Kirche verlieh. Da die St.-Moritz-Prädikaturstiftung noch immer existiert, schlagen die Fugger bis heute den Pfarrer der Stadtpfarrkirche St. Moritz vor.

### Die Augsburger Fuggerei

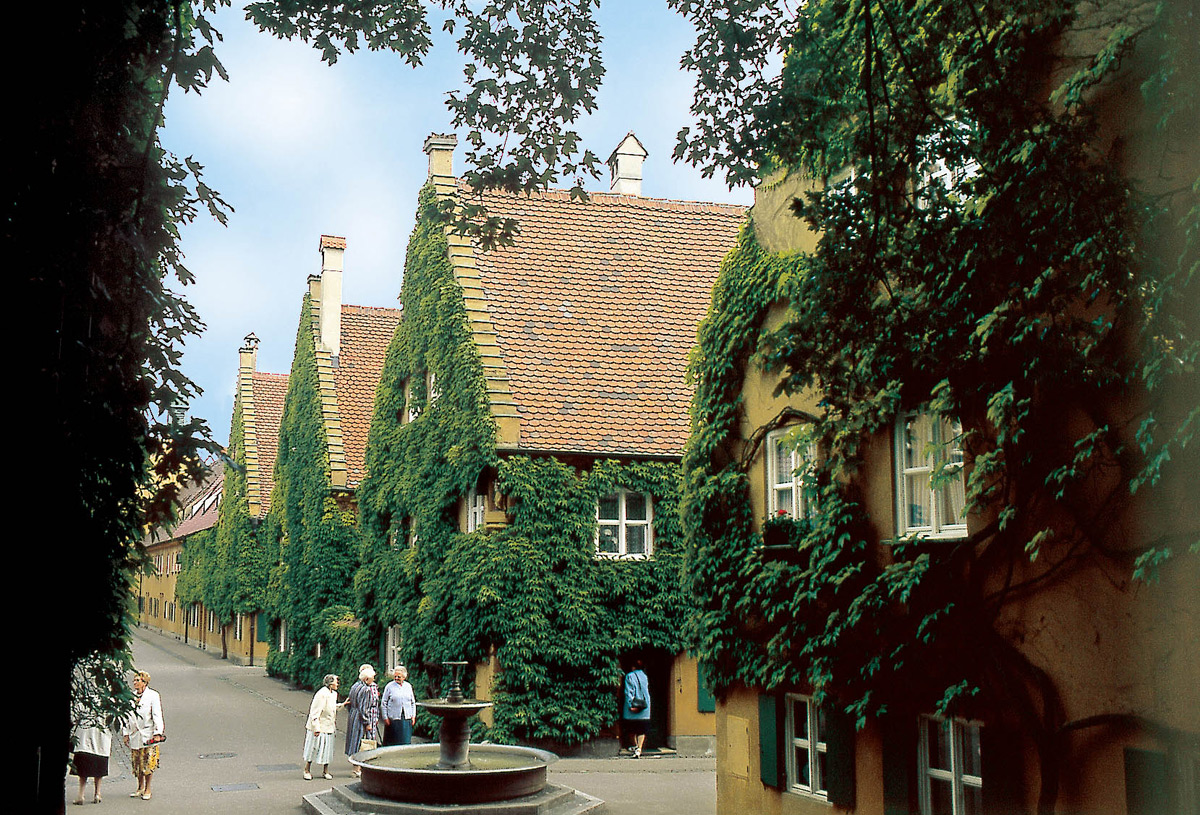
Blick in die Herrengasse der Fuggerei.

Ab 1516 ließ Jakob Fugger eine Siedlung für bedürftige Augsburger Handwerker und Tagelöhner errichten. Bis 1523 waren 52 Häuser der Reihenhaussiedlung gebaut. „Fuckerey“ wurde die heute älteste bestehende Sozialsiedlung der Welt erstmals 1531 genannt. Die Fuggerei war ursprünglich für Augsburger Mitbürger gedacht, die unverschuldet verarmt waren und die aus eigener Kraft wieder einen eigenen Hausstand außerhalb der Sozialsiedlung gründen wollten. Zahlreiche Handwerker gingen in der Fuggerei ihrer Arbeit nach. Bewohner waren häufig Familien mit zahlreichen Kindern. Die Jahresmiete betrug einen Rheinischen Gulden (der Wochenlohn eines Handwerkers), eine ideelle Gegenleistung liegt zudem in drei Gebeten (das Vaterunser, das Glaubensbekenntnis und das Ave Maria), das alle Bewohner einmal täglich für den Stifter und seine Familie sprechen sollten. Die Fuggerei wurde von Jakob Fugger ausdrücklich auch im Namen seiner bereits verstorbenen Brüder Ulrich und Georg gestiftet. Handelsblatt-Autor Guido Komatsu bezeichnete die Fuggerei als „steingewordene Werbebroschüre“ der Fugger, als „ein Lehrstück über Medienwirkung und Storytelling“. Komatsu urteilt außerdem, die Errichtung der Fuggerei war eine „geringe Investition, verglichen mit der Fuggerschen Wirtschaftskraft“.
In der im Laufe der Zeit auf 67 Häuser und um eine Kirche und Verwaltungsgebäude erweiterten Fuggerei leben heute rund 150 Menschen. Gemäß dem 1521 unterzeichneten Stiftungsbrief dürfen ausschließlich bedürftige katholische Augsburger Bürger in die Fuggerei ziehen. Sie sprechen bis heute täglich die drei Gebete. Die nominal, inflationslos umgerechnete Jahres(kalt)miete für eine der rund 60 Quadratmeter großen Wohnungen in der Sozialsiedlung beträgt heute nur noch 0,88 Euro. Die Fuggerei wird aus der Stiftung Jakob Fuggers finanziert, die im 17. Jahrhundert glücklicherweise aus einer Kapitalstiftung in eine Anlagestiftung umgewandelt wurde. Bis vor wenigen Jahren wurde die Fuggerei lediglich aus dem Forst- und Immobilienbesitz der Stiftung finanziert; seit 2006 kommen Einnahmen aus Eintrittsgeldern hinzu. Verwaltet wird die Fuggerei von der Fuggerschen Stiftungs-Administration, deren Aufsichtsgremium das Fürstlich und Gräflich Fuggersche Familienseniorat ist. Es besteht aus Vertretern der drei Linien Fugger von Kirchberg und Weißenhorn, Fugger-Babenhausen und Fugger von Glött.

### Weitere Stiftungen und Bauten Jakob Fuggers
Jakob Fugger hat zahlreiche Kirchen und Klöster in Augsburg mit Stiftungen bedacht, so auch die Dominikanerklosterkirche St. Magdalena (heute Sitz des Römischen Museums Augsburg). Sein Stifterwappen findet man dort wie im nahen Kreuzgang des einstigen Katharinenklosters. Noch unter Jakob Fugger wurde auch die Kirche St. Blas im spanischen Almagro gestiftet. Auch die ursprünglich von seinem Bruder Markus Fugger gestiftete Markuskapelle (heute: Capella del Crocefisso) in Santa Maria dell’Anima, der Kirche der deutschen Gemeinde in Rom, wurde unter Jakob Fugger von 1500 bis 1514 neu errichtet. Wohl noch zu Zeiten Jakob Fuggers entstand die Schlosskapelle von Oberkirchberg, St. Sebastian. 1513/14 ließ Fugger das Neue Schloss in Weißenhorn bauen.

## Ehe, Nachfolger und Erbe

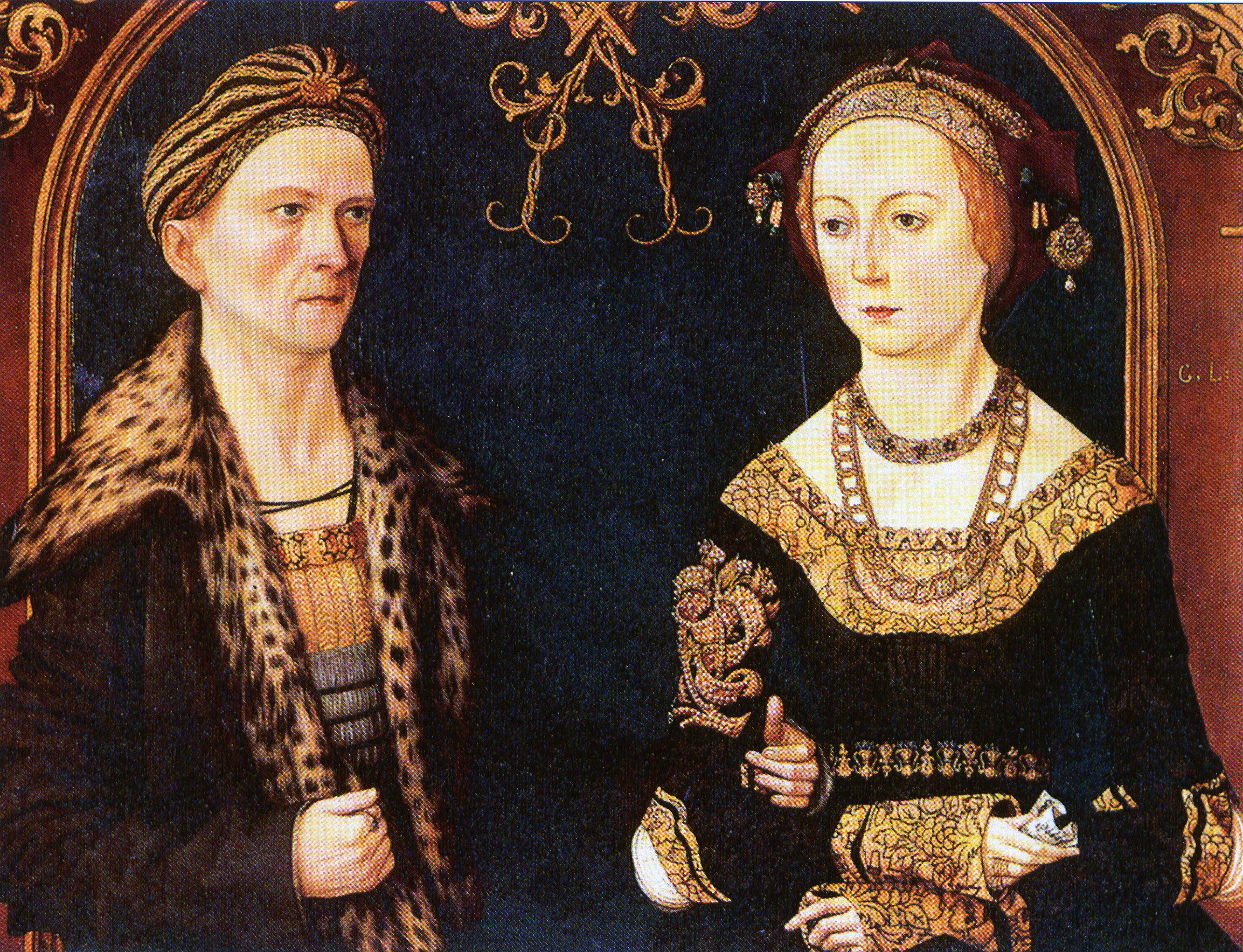
Hochzeitsbild der Eheleute Jakob Fugger und Sibylla Artzt, 1498

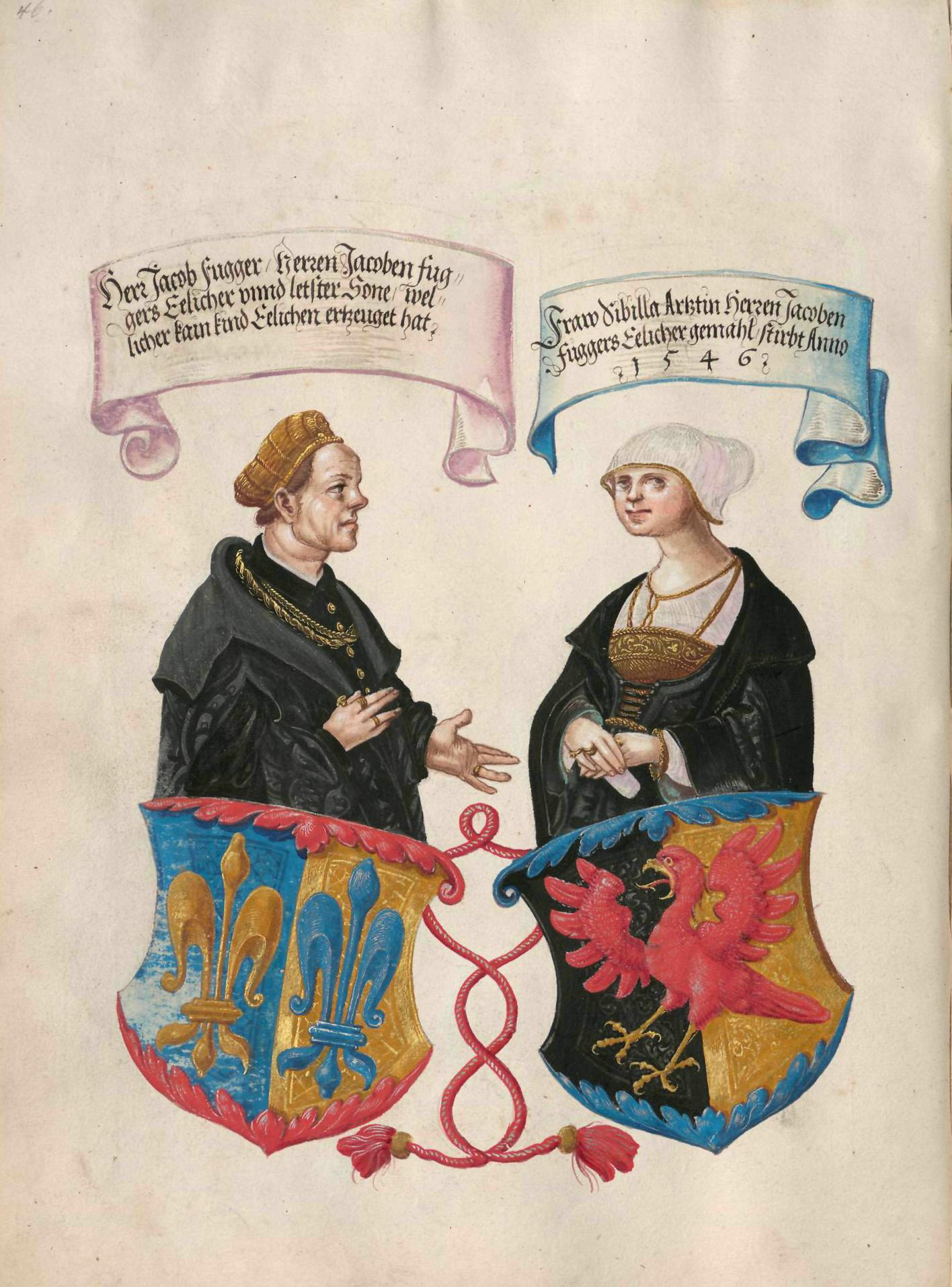
Eheleute Jakob Fugger und Sibylla Artzt, Miniatur im Ehrenbuch der Fugger, Augsburg, Werkstatt Jörg Breu der Jüngere, 1545–1549

1498 heiratete der fast 40-jährige Jakob Fugger Sibylla Artzt (auch: Arzt), die 18-jährige Tochter eines angesehenen Augsburger Bürgers. Durch diese Hochzeit erhielt Jakob Fugger wie schon seine Brüder Ulrich und Georg Zugang zur vornehmen Augsburger Herrentrinkstube. Wenige Jahre nach der Hochzeit kaufte Jakob Fugger zwischen 1502 und 1506 von der Stadt Basel für 40.000 Gulden für seine junge Frau Juwelen aus dem Burgunderschatz, den die Schweizer Eidgenossen 1476 in der Schlacht gegen Karl den Kühnen von Burgund erbeutet hatten. Jakob Fugger verbrachte viel Zeit in seinem Kontor sowie auf Geschäftsreisen und wenig Zeit mit seiner Frau. Die Ehe der beiden blieb kinderlos. Nach Jakob Fuggers Tod am 30. Dezember 1525 heiratete die Witwe Sybille Fugger gegen alle Konventionen nur sieben Wochen später Konrad Rehlinger d. Ä., der ein Geschäftsfreund ihres Mannes gewesen war, und trat zum protestantischen Glauben über.
Jakob Fugger starb am 30. Dezember 1525 als der wohl reichste Unternehmer Europas. Die von seinen Erben durchgeführte Bilanz aus dem Jahr 1527 ergab Aktiva von 3.000.058 Gulden, Passiva von 867.797 Gulden und damit einen Überschuss von rund 2,1 Millionen Gulden. Unter den Aktiva waren allerdings 1.650.000 Gulden enthalten. Eine Umrechnung dieses Vermögens in heutige Wertverhältnisse ist aufgrund der heutigen Geldumlaufmenge und anderer Parameter bestenfalls eingeschränkt möglich. Nach einem Bericht der Frankfurter Allgemeinen Zeitung vom Dezember 2016 betrug sein in die heutige Kaufkraft umgerechnetes Vermögen die Summe von 300 Milliarden US-Dollar. Danach wäre er die vermögendste Privatperson in der Geschichte der Menschheit gewesen.
Weil er keine eigenen Nachfahren hatte, gingen die Firma und ihr Vermögen bei seinem Tod auf seine Neffen Raymund und Anton Fugger über, wobei Anton die Firma leitete. Mit seinem Tod im Jahr 1560 endete das „Zeitalter Fugger“.

## Zeitgenössische Porträts von Dürer und weiteren
Im Sommer 1518 hielt sich Albrecht Dürer als Vertreter der Stadt Nürnberg auf dem Reichstag in Augsburg auf. Bei dieser Gelegenheit entstand eine Skizze mit dem Porträt Jakob Fuggers. Das Original des später von Dürer als Ölgemälde ausgeführten Bildes befindet sich heute in der Staatsgalerie Altdeutsche Meister im Schaezlerpalais in Augsburg. Dürer hat Jakob Fugger mit Sicherheit bereits in den Jahren 1505/06 als Ganzkörperporträt gezeichnet. Diese Zeichnung ging verloren. Erhalten sind dagegen Porträtzeichnungen Hans Holbeins d. Ä. und Hans Burgkmairs d. Ä. sowie ein gemaltes Porträt von Hans Maler zu Schwaz. Originell ist die Darstellung Jakob Fuggers auf einem der Orgelflügel in der Fuggerkapelle in St. Anna, die Jörg Breu d. Ä. geschaffen hat. Von einer geschnitzten Darstellung Jakob Fuggers in der Pose eines römischen Feldherrn aus dem zerstörten Chorgestühl der Fuggerkapelle sind nur Abgüsse von einer Kopie erhalten. Medaillen und Medaillons mit seinem Porträt sieht man zum Beispiel im Fuggermuseum Babenhausen. Jakob Fugger taucht zudem auf etlichen späteren Historiengemälden auf.

## Würdigung

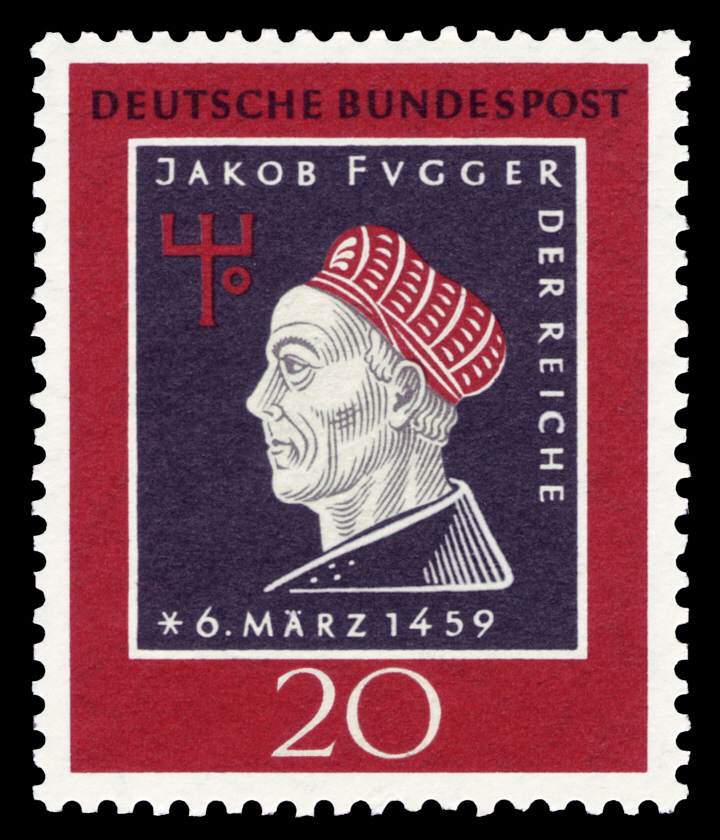
Briefmarke der Deutschen Bundespost (1959) zum 500. Geburtstag

Anders als vielfach beschrieben, war Jakob Fugger weder der erste Kapitalist noch der früheste Global Player noch hat er den ersten internationalen Konzern aufgebaut. Frühkapitalismus mit Banken, Zinsnahme und bargeldlosem Zahlungsverkehr, Buchführungssysteme, Fernhandel, europaweite Filialnetze und firmeninterne Nachrichtensysteme sind Strukturen und Techniken, die italienischen Kaufleuten spätestens ab dem 13. Jahrhundert, also weit über ein Jahrhundert vor Jakob Fuggers Geburt, geläufig waren (zu den größten Bankiers Europas gehörten im 14. Jahrhundert die Florentiner Familien Bardi und Peruzzi). Der überseeische Handel der Firma beschränkte sich unter Jakob Fugger auf wenige, äußerst vorsichtige Beteiligungen an Handelsexpeditionen. Beeindruckend war in der Tat dagegen das Netz der Niederlassungen: Annähernd 20 Faktoreien sind bekannt: Nach denen in Venedig (1473 oder früher) und Nürnberg (spätestens ab 1474) kamen Faktoreien in Mailand (spätestens 1483), Innsbruck (1485), Antwerpen (1493), Rom (um 1500) und Lissabon (1503) hinzu. Weitere Faktoreien sind unter anderem aus Ofen (Budapest), Krakau, Neusohl, Danzig, Lübeck, Amsterdam, Breslau, Leipzig und Wien bekannt. Dazu kamen weit über 30 kleinere Niederlassungen, Bergwerke und Verarbeitungsbetriebe, die für regelmäßigen Ertrag und stete Gewinnsteigerung sorgten.
Überragend war Jakob Fuggers Fähigkeit, Stiftungen, Bauten und hochrangige Kunst als Medium der Prestigebildung und der Memoria seiner Familie einzusetzen. Er besaß mit Sicherheit ein ausgeprägtes Gespür für das Erarbeiten von Sozialkapital und das Bilden politischer Netzwerke durch „Beziehungsarbeit“. Um ein Faktoreiennetz und eine Firmenstruktur mit dem Zuschnitt der Fugger und den damals zur Verfügung stehenden Verkehrs- und Informationstechniken führen zu können, muss es Jakob Fugger gelungen sein, äußerst fähige Mitarbeiter zu gewinnen und zu binden. Dies gilt auch für die eigenen Familienmitglieder, unter denen nur die fähigsten für seine Nachfolge in Frage kamen. Das Unternehmen führte Jakob Fugger, zumindest in den letzten 15 Jahren, absolut monarchisch. Härte gegen Konkurrenten und politische Gegner, seine eigenen Verwandten, wie auch gegen sich selbst wird immer wieder erkennbar.
Jakob Fugger zählt zu den bekanntesten Deutschen und ist der berühmteste Augsburger. 1967 wurde eine Büste Jakob Fuggers in der Walhalla, der „Ruhmeshalle der Deutschen“ nahe Regensburg, aufgestellt.
Seit 1963 wird in Erinnerung an Jakob Fugger in unregelmäßigen Abständen die Jakob Fugger-Medaille des Verbandes der Bayerischen Zeitungsverleger für „hervorragende Verdienste und außerordentliche Leistungen in der Zeitschriftenpresse“ verliehen. Die Auszeichnung zählt zu den renommiertesten Preisen im deutschsprachigen Zeitschriftenwesen. Jakob Fugger ist außerdem auf der Medaille für Verdienste um das Stiftungswesen abgebildet, die vom Bundesverband Deutscher Stiftungen an bedeutende Persönlichkeiten aus dem Stiftungswesen für ihr Lebenswerk verliehen wird. Als Stifter der Fuggerei gilt Jakob Fugger als Vorbild des deutschen Stiftungswesens.

## Rezeption

### Prosa und Dramatik
Verschiedene Romane und Theaterstücke sowie eine Fernsehserie beschäftigen sich – in aller Regel im Bereich der Fiktion und ohne Rückgriff auf die historischen Fakten – mit dem Leben des Jakob Fugger.
Am fundiertesten mit dem Leben und der Geschichte Jakob Fuggers auseinandergesetzt hat sich der schon in den 1920er Jahren erschienene Roman von Eugen Ortner Glück und Macht der Fugger. Das hochauflagig erschienene Buch von Günter Ogger (Kauf dir einen Kaiser. Die Geschichte der Fugger) hat das öffentliche Bild der Fugger stark geprägt, kann jedoch nicht als fundiertes Sachbuch verstanden werden. Eine Billion Dollar von Andreas Eschbach stellt anschauliche Vergleiche zwischen dem Handelshaus der Fugger und modernen multinationalen Konzernen her. Gold für den Kaiser von Thomas R. P. Mielke ist ein historischer Roman mit Jakob Fugger im Mittelpunkt. Die Puppenspieler von Tanja Kinkel ist ebenfalls ein in der Zeit Fuggers spielender Roman, der sich der Figur Jakob Fugger aus der Sicht eines fiktiven Neffen nähert, dabei allerdings historische Fakten negiert.
Das Theaterstück Jakob Fugger Consulting von Sebastian Seidel spannt den Bogen bis in die Gegenwart und hinterfragt, wie sich Jakob Fugger heute verhalten würde.
Die 1983 im Auftrag des Bayerischen Rundfunks entstandene deutsch-tschechoslowakische Fernsehproduktion Vom Webstuhl zur Weltmacht beschäftigt sich in dramatisierter Form mit Aufstieg und Niedergang der Familie Fugger und insbesondere mit der Person des Jakob Fugger.
Das eigens vom Theater Augsburg geschriebene Musical Herz aus Gold erzählt die Geschichte von Jakob Fugger. Die Premiere fand am 1. Juli 2018 auf der Freilichtbühne in Augsburg statt.

### Forschung
In der Sachliteratur gibt es eine ganze Reihe von Publikationen, die sich mit Jakob Fugger und seiner Vita befassen. Das Fugger-Archiv in Dillingen an der Donau gibt die Reihe Materialien zur Geschichte der Fugger heraus. Eine weitere wissenschaftliche Reihe sind die Studien zur Fuggergeschichte.
Fuggerforschung wird erst seit etwas mehr als hundert Jahren betrieben. Dennoch müssen etliche ältere wissenschaftliche Werke heute im Detail als überholt gelten, wohingegen die jüngere Forschung zu deutlich abweichenden Fakten und Bewertungen kommt. Eine weitgehend aktuelle und umfassende Zusammenfassung der Fuggergeschichte nach dem neueren Forschungsstand bildet Prof. Mark Häberleins 2006 erschienene Publikation Die Fugger. Geschichte einer Augsburger Familie (1367–1650). Neuere Erkenntnisse zu Jakob Fugger hat in den letzten Jahren vor allem der Münchner Historiker Peter Geffcken erarbeitet.

### Postkoloniale Kritik
Den meist positiven Darstellungen der Person Jakob Fuggers und seiner politischen und ökonomischen Aktivitäten stellen viele Initiativen eine postkoloniale Kritik entgegen. Einige Artikel weisen auf die einseitige Geschichtsschreibung über die Fugger hin. So werde die Rolle der Fugger beschönigt und man verschweige, dass die Fugger an Zwangsarbeit, Versklavung, Unterdrückung und Ausbeutung regen Anteil hatten. Historisch-kritische Auseinandersetzungen mit diesem Aspekt der Fuggerschen Wirkens sind bislang spärlich.

### Wissenschaftliche Sachliteratur
- Martha Schad: Die Frauen des Hauses Fugger – Mit Macht zum Weltruhm. 5. Auflage. Serie Piper, München 2012, ISBN 978-3-492-23818-2.
- Bruno Bushart: Die Fuggerkapelle bei St. Anna in Augsburg. München 1994.
- Richard Ehrenberg: Das Zeitalter der Fugger, Geldkapital und Creditverkehr im 16. Jahrhundert. 2 Bände, Jena 1896.
- Peter Geffcken: Jakob Fuggers frühe Jahre. In: Martin Kluger (Augsburg): Jakob Fugger (1459–1525). Sein Leben in Bildern. context medien und verlag, Augsburg 2009, ISBN 978-3-939645-14-6.
- Peter Geffcken: Jakob Fugger der Reiche (1459–1525): „Königsmacher, Stratege und Organisator“. In: Damals. 7/2004.
- Peter Geffcken: Fugger – Geschichte einer Familie: „Die Handelsherren mit dem Dreizack“. In: Damals. 7/2004.
- Mark Häberlein: Die Fugger. Geschichte einer Augsburger Familie (1367–1650). Stuttgart 2006.
- Sarah Hadry: Die Fugger in Kirchberg und Weißenhorn. Herrschaftsverfassung und Leibeigenschaft, Konfessionalisierung und Residenzbildung. Augsburg 2007.
- Max Jansen: Die Anfänge der Fugger. Leipzig 1907.
- Peter Kalus: Die Fugger in der Slowakei. Augsburg 1999.
- Franz Karg: Eines Stadtherren Profil. Jakob der Reiche, der erste Fugger in Weißenhorn. In: Weißenhorner Profile 1160–2010. Beiträge und Untersuchungen zur Stadtgeschichte. (= Kataloge und Schriften des Weißenhorner Heimatmuseums. 5). Weißenhorn 2010.
- Hermann Kellenbenz: Die Fugger in Spanien und Portugal bis 1560. Ein Großunternehmen des 16. Jahrhunderts. 2 Bände. München 1990.
- Martha Schad: Die Frauen des Hauses Fugger von der Lilie (15.-17. Jahrhundert) Augsburg-Ortenburg-Trient. Mohr-Verlag, Tübingen 1989, ISBN 3-16-545478-7.
- Norbert Lieb: Die Fugger und die Kunst. Band 1: Im Zeitalter der Spätgotik und der frühen Renaissance. München 1952.
- Götz von Pölnitz: Fugger, Jakob der Reiche. In: Neue Deutsche Biographie (NDB). Band 5, Duncker & Humblot, Berlin 1961, ISBN 3-428-00186-9, S. 710–714 (Digitalisat).
- Götz von Pölnitz: Die Fugger. 6. Auflage. Mohr & Siebeck, Tübingen 1999, ISBN 3-16-147013-3.
- Götz von Pölnitz: Jakob Fugger. Mohr & Siebeck, Tübingen 1949. (online auf: books.google.de)
- Benjamin Scheller: Memoria an der Zeitenwende. Die Stiftungen Jakob Fuggers des Reichen vor und während der Reformation (ca. 1505–1555). Berlin 2004.
- Aloys Schulte: Die Fugger in Rom 1495–1523. 2 Bände, Leipzig 1904.
- Marion Tietz-Strödel: Die Fuggerei in Augsburg. Tübingen 1982.
- Eike Eberhard Unger: Die Fugger in Hall i. T. Tübingen 1967.

### Populäre Sachbücher
- Martin Kluger: Die Fugger in Augsburg. Kaufherrn, Montanunternehmer, Bankiers und Stifter. 1. Auflage. context verlag Augsburg, Augsburg 2013, ISBN 978-3-939645-63-4.
- Martin Kluger: Die Fugger um Augsburg, München und Ulm. Adel, Schlösser und Kirchen. context verlag, Augsburg 2012, ISBN 978-3-939645-43-6.
- Martin Kluger: Die Bank der Fugger. Ein glanzvolles Kapitel europäischer Wirtschaftsgeschichte. context verlag, Augsburg 2011, ISBN 978-3-939645-42-9.
- Martin Kluger: Die Fugger in Augsburg. Kaufherrn, Stifter und Mäzene. context verlag, Augsburg 2010, ISBN 978-3-939645-31-3.
- Martin Kluger: Fugger – Italien. Geschäfte, Hochzeiten, Wissen und Kunst. Geschichte einer fruchtbaren Beziehung. context verlag, Augsburg 2010, ISBN 978-3-939645-27-6.
- Martin Kluger: Die Fugger: Die deutschen Medici in und um Augsburg. context verlag, Augsburg 2009, ISBN 978-3-939645-13-9.
- Martin Kluger: „Jakob Fugger (1459–1525). Sein Leben in Bildern“. context verlag, Augsburg 2009, ISBN 978-3-939645-14-6.
- Martin Kluger: Die Fuggerei. Ein Führer durch die älteste Sozialsiedlung der Welt. context-verlag, Augsburg 2009, ISBN 978-3-939645-16-0.
- Franz Herre: Die Fugger in ihrer Zeit. 12. Auflage. Wißner-Verlag, Augsburg 2005, ISBN 3-89639-490-8.
- Greg Steinmetz: Der reichste Mann der Weltgeschichte. Leben und Werk von Jakob Fugger. 7. Auflage. FinanzBuch Verlag, München 2021, ISBN 978-3-89879-961-4.
  - Greg Steinmetz: The Richest Man Who Ever Lived. Simon & Schuster, New York 2015, ISBN 978-1-4516-8855-9 (englische Originalausgabe).

### Belletristik
- Günter Ogger: Kauf dir einen Kaiser. Die Geschichte der Fugger. 17. Auflage. Droemer Knaur, München 1995, ISBN 3-426-03613-4.
- Peter Dempf: Das Amulett der Fuggerin. BLT, Bergisch Gladbach 2006, ISBN 3-404-92273-5.
- Tanja Kinkel: Die Puppenspieler. Goldmann, 1995, ISBN 3-442-42955-2.
- Andreas Eschbach: Eine Billion Dollar. Lübbe, 2001, ISBN 3-7857-2049-1.